# Lúcio Cornélio Sula
Lúcio Cornélio Sula (138–78 a.C.; em latim: Lucius Cornelius Sulla Felix), conhecido simplesmente como Sula ou Sila, também designado pelos gregos como Epafrodito (em grego: Επαφρόδιτος; em latim: Epaphroditus), foi um militar e estadista da gente Cornélia da República Romana, eleito cônsul por duas vezes,  em 88 e 80 a.C. (com Quinto Pompeu Rufo e Quinto Cecílio Metelo Pio, respectivamente). Foi também eleito ditador em 82 a.C., o primeiro desde o final do século III a.C. O agnome "Félix" foi adotado já no final de sua carreira, principalmente por sua lendária sorte como general. Ele é por vezes chamado de Sila, provavelmente uma corruptela de uma forma epigráfica "SVILLA", passível de ser derivada em ambas as formas. Em sua época, seu nome provavelmente se pronunciava "Suila".
Foi sem dúvida um dos mais importantes políticos e militares de seu tempo, um dos líderes da facção dos optimates. Depois de se destacar na Guerra contra Jugurta, na Guerra Címbrica e na Guerra Social, as tentativas de Caio Mário de removê-lo do comando do exército, que seguia para combater Mitrídates VI do Reino do Ponto, o levaram a marchar contra a própria Roma para restaurar o status quo anterior pela força das armas: a primeira vez em toda a história que um exército romano invadiu a cidade. Depois de conseguir recuperar o controle da guerra, Sula deixou a cidade sob o comando de um cônsul da facção dos populares, de Mário, e um outro optimate, Cneu Otávio, partindo para o Oriente. Porém, logo em seguida Mário retornou e, com seu aliado Cina, deu um golpe de estado e acabou morrendo. Cina instaurou um governo autocrático de três anos (conhecido como "Cinnanum tempus") entre 87 e 84 a.C., perseguindo todos os aliados de Sula.
Sula, por sua vez, concluiu a guerra no Oriente, obrigado Mitrídates VI a assinar a Paz de Dárdanos (85 a.C.). Sua volta à Itália precipitou a Primeira Guerra Civil (83-82 a.C.), entre populares e optimates, na qual ele derrotou os líderes populares Cneu Papírio Carbão e Caio Mário, o Jovem, que estavam no comando das rendas estatais, enquanto um terceiro rebelde, Quinto Sertório, conseguiria resistir ainda por muitos anos aos partidários de Sula na Hispânia.
À sua vitória foi seguida uma ditadura do próprio Sula, na qual ele perseguiu sistematicamente seus inimigos, estabelecendo uma ambiciosa obra legislativa para conseguir restaurar o funcionamento das instituições republicanas. Finalmente, cumpridos estes objetivos, Sula voltou a ser um simples cidadão, abandonando para sempre o poder e a vida política. 
Por tudo isto, Sula é considerado um dos romanos antigos mais extraordinários, apesar de moralmente ambíguo. Político sagaz e habilidoso general, sua carreira reflete fielmente sua época: foi um dos últimos defensores da legalidade constitucional romana, mas também um dos principais responsáveis pelo fim da República. Historiadores posteriores se dividem ao julgar seu legado, sendo ele considerado por alguns como um monstro sanguinário, e ao mesmo tempo muito elogiado por outros por suas habilidades políticas.
Segundo Plutarco, Sula era loiro, de olhos azuis e avermelhado.

## Juventude

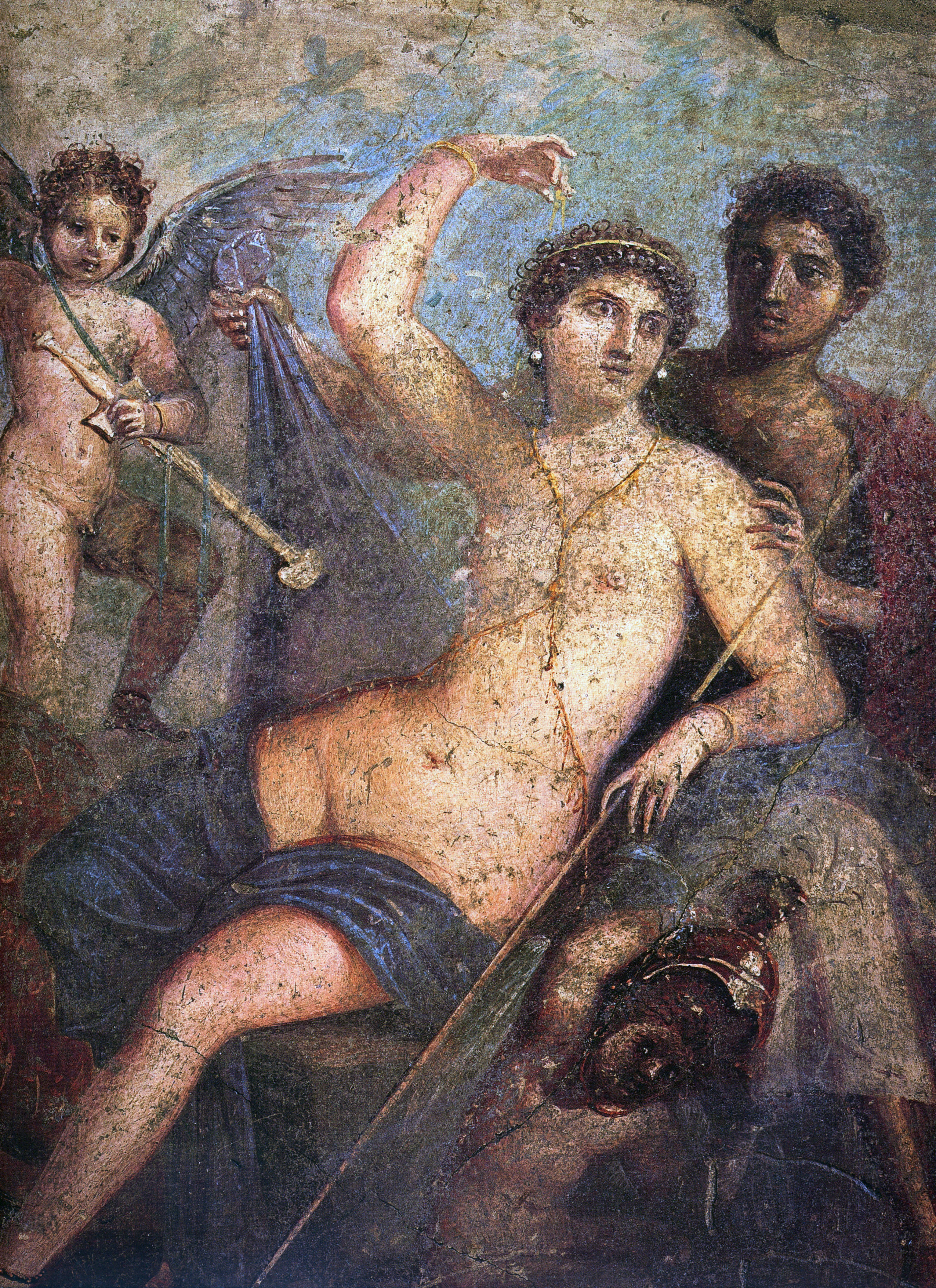
Em sua juventude, Sula levava uma vida desregrada, geralmente na companhia de atores e prostitutas, um hábito que retomará no final da vida.
Afresco em Pompeia, na Casa da Marte e Venere

Lúcio Cornélio Sula era neto de Públio Cornélio Sula, pretor em 186 a.C., e nasceu em Roma numa pequena família aristocrática, a menos destacada das sete que compunham a gente Cornélia, os "Cornélios Sula". Uma vez que a sua própria fama acabou eclipsando totalmente a de seus ancestrais, pouco sabemos sobre eles. As fontes clássicas acabaram enfatizando apenas os aspectos mais negativos. Sobre seu pai, por exemplo, Plutarco relata apenas a sua condição financeira modesta e somente a menção de seu filho em documentos epigráficos é que permitiu resgatar seu prenome. De sua mãe, nada se sabe e tampouco há notícias explícitas sobre outros irmãos, apesar de haver uma referência a um Nônio Sufenas, que seria sobrinho do ditador, o que indica que ele tinha pelo menos uma irmã.
Salústio e Plutarco concordam que a família de Sula estava em plena decadência, mas divergem nos detalhes. Enquanto este implica que Sula saiu da penúria (ilustrada com a anedota de que, durante sua juventude, Sula teria vivido sob o mesmo teto com libertos), a mesma ruína e perda de prestígio pela qual passavam os Cornélios, no século II a.C., exclusivamente por obra da Fortuna ("o destino"), as referências de Salústio à sua educação e seu excelente domínio do latim e do grego antigo, ainda que ele admita um considerável grau de ignomínia, se enquadram melhor com uma educação esperada de uma família melhor situada social e economicamente. Uma passagem de Apiano sobre as conversações preliminares que levaram à Paz de Dárdanos, ele fala da amizade que unia o pai de Sula com o rei do Ponto, confirmando que o pai de Sula de fato teria sido pretor, como confirmam as evidências epigráficas.
Por outro lado, o proveitoso casamento de Sula com uma rica senhora indica também que se tratava de uma gente menos desprestigiada e com mais recursos do que pretende fazer crer Plutarco. Os Cornélios Sulas podiam ser pobres, mas não literalmente. Sabe-se que o jovem Sula recebia rendas da ordem de 9 000 sestércios anuais, o que indica posses de 150 000 sestércios: em comparação com o soldo anual de um trabalhador — não mais de 1 000 sestércios —, tratava-se de uma soma considerável, mas nada que se comparasse às fabulosas fortunas das outras grandes famílias.
Foi provavelmente a morte de seu pai que deixou Sula nesta situação econômica, que certamente ajudou a converter em aristocrata o "desclassificado" aludido por Plutarco. Com as portas do cursus honorum e da alta sociedade fechadas para ele, o ocioso Sula se refugiou no mundo do teatro, frequentando estalagens e companhias de caráter lascivo e dissoluto, "bufões e triviais". Jovial, beberrão e despreocupado segundo Plutarco, foi seu belo porte físico que o retiraria deste mundo, já uma das cortesãs mais caras de Roma, que se conhece apenas por seu nom de guerre, Nicópolis, loucamente apaixonada por ele, deixou-lhe como herança todas as suas posses. Na mesma época, faleceu a madrasta de Sula, deixando-o novamente como único herdeiro, o que finalmente deu-lhe condições de dispor dos fundos necessários para iniciar sua carreira política quando estava ainda com cerca de trinta anos de idade.

## Carreira

### Guerra contra Jugurta

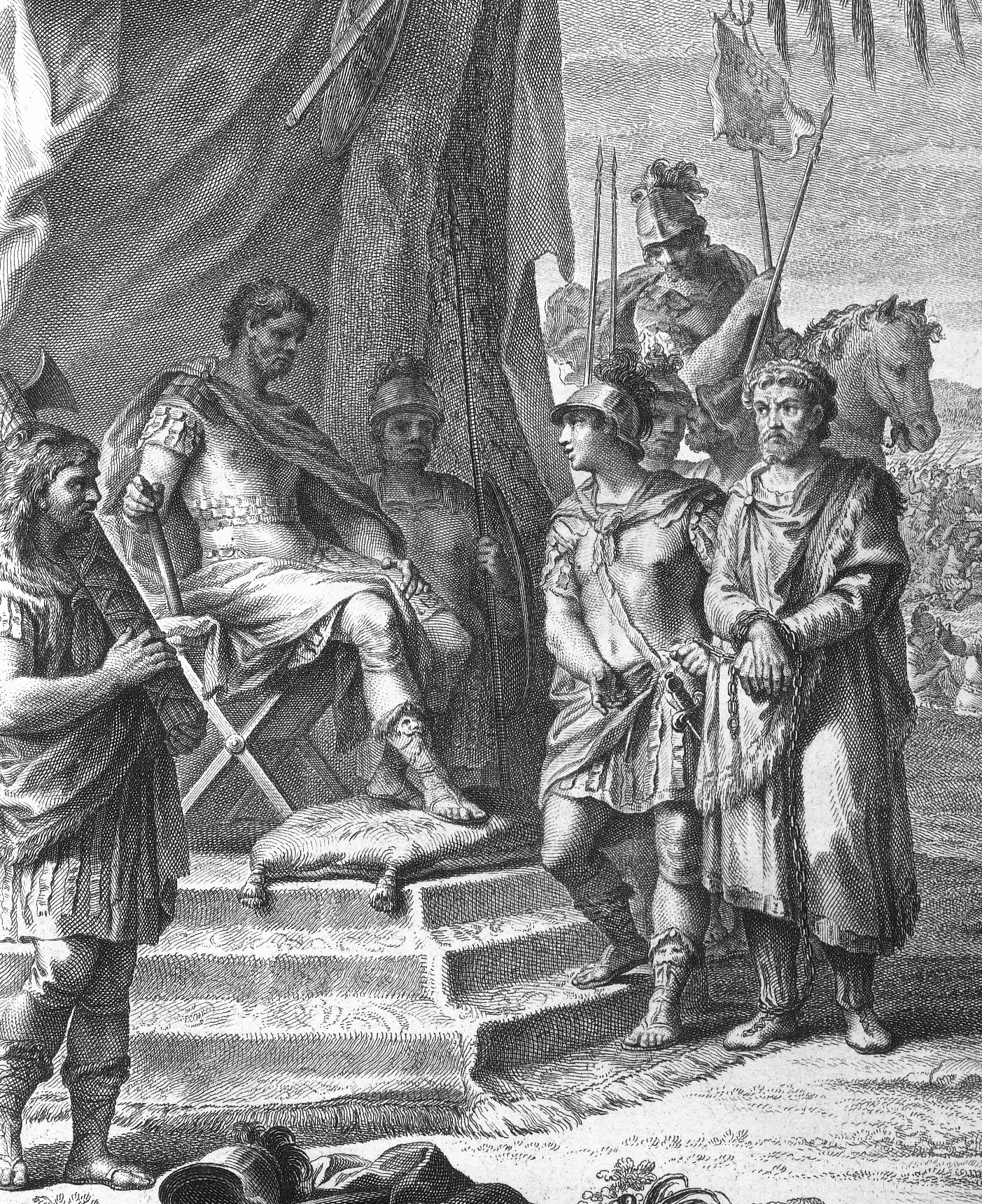
Jugurta capturado. Apesar de Caio Mário ter levado as honras, foi a articulação de Sula com Boco I, sogro de Jugurta e rei da Mauritânia que permitiu que ele fosse capturado, encerrando a Guerra contra Jugurta. O episódio aumentou muito a popularidade de Sula

Sula iniciou sua carreira em 107 a.C. servindo como questor durante a guerra contra o rei da Numídia Jugurta, que vinha, até então, resistindo com sucesso às investidas dos romanos e infligindo-lhes grandes perdas, apesar do grande avanço conseguido por Cecílio Metelo, cônsul em 109 a.C., não havia ainda um fim à vista para o conflito quando Caio Mário assumiu o comando das operações. Mário não gostou do fato de o destino ter-lhe concedido um questor tão afeminado quanto Sula, que tinha sua reputação maculada por paixões, vícios e seu gosto pelo teatro. Apesar disto, Sula rapidamente surpreendeu a todos com suas qualidades extraordinárias.
O conflito seguiu sem definição, apesar das vitórias romanas, de modo que Sula foi enviado como embaixador para tratar com o sogro do elusivo monarca númida, o rei da Mauritânia Boco I. Sula rapidamente fez amizade com ele e conseguiu convencê-lo a trair Jugurta e aliar-se aos romanos (105 a.C.), entregando o próprio Jugurta a Sula. Esta vitória diplomática proporcionou a Sula um grande prestígio entre os militares e uma considerável popularidade, tanto com Mário como com as tropas, que lhe atribuíram o sucesso em terminar a guerra. Uma estátua dourada de Sula foi doada pelo rei Bobo para ser colocada no Fórum Romano para comemorar o feito. Apesar de Sula ter planejado e executado toda a ação, ele estava, na época, servindo sob Mário e este levou todo o crédito pelo feito.
Plutarco afirma que este episódio foi o começo do atrito entre Mário e Sula, dado que o primeiro se viu bastante irritado (e invejoso) com o êxito de seu subordinado enquanto que o segundo não deixou de lançar lenha à fogueira com uma atitude fanfarrona que encontrou eco entre alguns dos piores inimigos políticos de Mário. Sula reivindicava para si toda a honra da vitória e se mostrava tão orgulhoso dela que mandou gravar a vitória no anel que utilizava como seu selo pessoal.

### Cimbros e teutões
A situação de extremo perigo criada pela invasão dos cimbros e teutões amenizou as possíveis divergências entre o general e seu subordinado, com Sula permanecendo sob as ordens de Mário nas sucessivas campanhas nos dois anos seguinte (104−3 a.C.). Dirigiu com êxito uma expedição contra os tectósages, matando seu general Cépilo, e, pouco depois, como tribuno militar, destacou-se também ao negociar um tratado com os mársios e dirigindo, extraoficialmente, o exército do cônsul Quinto Lutácio Cátulo (102 a.C.), um dos protegidos de Mário, contra os cimbros que ameaçavam o norte da Itália. Derrotou-os na Batalha de Vercelas, em 101 a.C., na qual estava à frente da cavalaria, revelando simultaneamente tanto a sua capacidade para a guerra quanto para a organização.
Finalmente, o conflito com Mário explodiu em toda sua magnitude depois da vitória sobre os cimbros: Cátulo e Sula parecem ter reclamado por mais crédito por suas atuações em Vercelas do que Mário estava disposto a conceder. "Em circunstâncias tão infantis e pueris", conclui Plutarco, "se fundamentou o ódio entre os dois que, mais tarde, levou aos excessos da guerra civil e, depois, à tirania e à perversão de todo o Estado". Apesar disto, o conflito entre Mário e Sula se desenvolveu de forma mais lenta do que Plutarco e outros autores parecem admitir e só adquiriu este caráter de hostilidade aberta muito mais tarde.

### Pretor e governo da Cilícia
Segundo o relato de Plutarco, depois de ter sido desmobilizado, em 100 a.C., Sula se amparou em seu prestígio militar para conseguir se eleger pretor; inicialmente suas tentativas fracassaram, o que obscureceu sua carreira política por alguns anos. Plutarco explica que este fracasso se deveu ao próprio Sula, afirmando que a plebe romana esperava ansiosamente pelos grandes espetáculos que ofereceria como edil. Plutarco acrescenta ainda que Sula não teria comprado votos suficientes, uma opinião que ele ilustra com alguns comentários ácidos sobre a vaidade pessoal de seu biografado.
Apesar disto, Sula acabou eleito pretor em 94 a.C. e se destacou pela magnificência com que organizou os jogos em homenagem a Apolo, conhecidos como Jogos Apolinários, realizados no mês de julho. Nestes jogos, os romanos viram, pela primeira vez, um combate entre cem leões, todos enviados por seu amigo mauritano Boco I. Ao término de seu mandato, já como propretor, recebeu o governo da Cilícia, entrando em contato, desta forma, com os povos da Anatólia. O rei da Capadócia, Ariobarzanes I, entronizado por Roma, havia sido deposto pelo rei da Armênia, Tigranes, o Grande, e seu sogro e aliado do rei do Ponto, Mitrídates VI, que colocou seu próprio filho no trono. A ação de Sula foi efêmera, pois, apesar de cumprir sua missão, a restituição de Ariobarzanes I durou apenas um ano, quando ele foi novamente expulso por Mitrídates. Sula foi o primeiro romano a chegar até o Eufrates e negociou um tratado de amizade com Orobazo, embaixador dos partos. Além da vitória diplomática, Sula recebeu um presságio de um grande destino. Plutarco conta que um adivinho caldeu, "depois de ter contemplado atentamente o rosto de Sula e observado diligentemente todos os movimentos, tanto do corpo quanto da alma, declarou: «Indiscutivelmente este homem chegará a ser muito importante e me assombro que, mesmo agora, ele seja capaz de suportar não ser o primeiro de todos»".
Ao voltar a Roma, aguardava Sula um humilhante processo judicial por corrupção. Mário tratou de denunciar a atitude arrogante de Sula perante os capadócios e os partos, argumentando que a situação no Oriente se deteriorara. Finalmente, Caio Márcio Censorino, um dos protegidos de Mário, acusou Sula de aceitar subornos de Ariobarzanes. É exatamente por isto que Ernst Badian defende que foi neste ponto que as relações entre Sula e Mário se converteram em conflito aberto, uma consequência provável da série de turbulentos escândalos políticos que Roma veio sofrendo por toda a década de 90 a.C. e que se cristalizou no impasse entre populares e optimates. Apenas de uma ausência de Censorino tê-lo livrado de uma condenação judicial, a reputação de Sula ficou tão maculada pela acusação que ele foi obrigado a retirar-se da atividade política pelos próximos três anos. Depois de tantos sucessos na Ásia, Sula acabou marcado como seno um político ruim e incompetente.
Possivelmente Sula aproveitou estes anos manobrando para recuperar sua "reputação" ("dignitas") perdida. O incidente da comemoração da vitória sobre Jugurta, relatado em detalhes por Plutarco revela que, já em 91 a.C., Sula não era um personagem maldito na política romana. Este incidente foi a doação de um grupo escultórico por Boco I da Mauritânia ao povo de Roma por ocasião da nomeação dos mauritanos como sócio e amigo do povo de Roma (socius et amicus populi Romani). Este grupo representação o gesto mais importante da amizade entre os dois povos: a rendição de Jugurta. Nele apareciam o próprio Jugurta, Boco e Sula, mas não Mário. Segundo o relato de Plutarco, fica evidente que ele ficou muito irritado com isto, interpretando o presente como um ataque direto contra sua dignitas. Plutarco acrescenta ainda que o incidente — e Sula — foram um joguete de uma parte do Senado Romano "que havia transformado a oposição a Mário em sua principal atividade política". Foi somente a irrupção da Guerra Social que conteve um confronto direto entre as duas facções que, por ora, se uniram contra o inimigo comum.

## Guerra Social

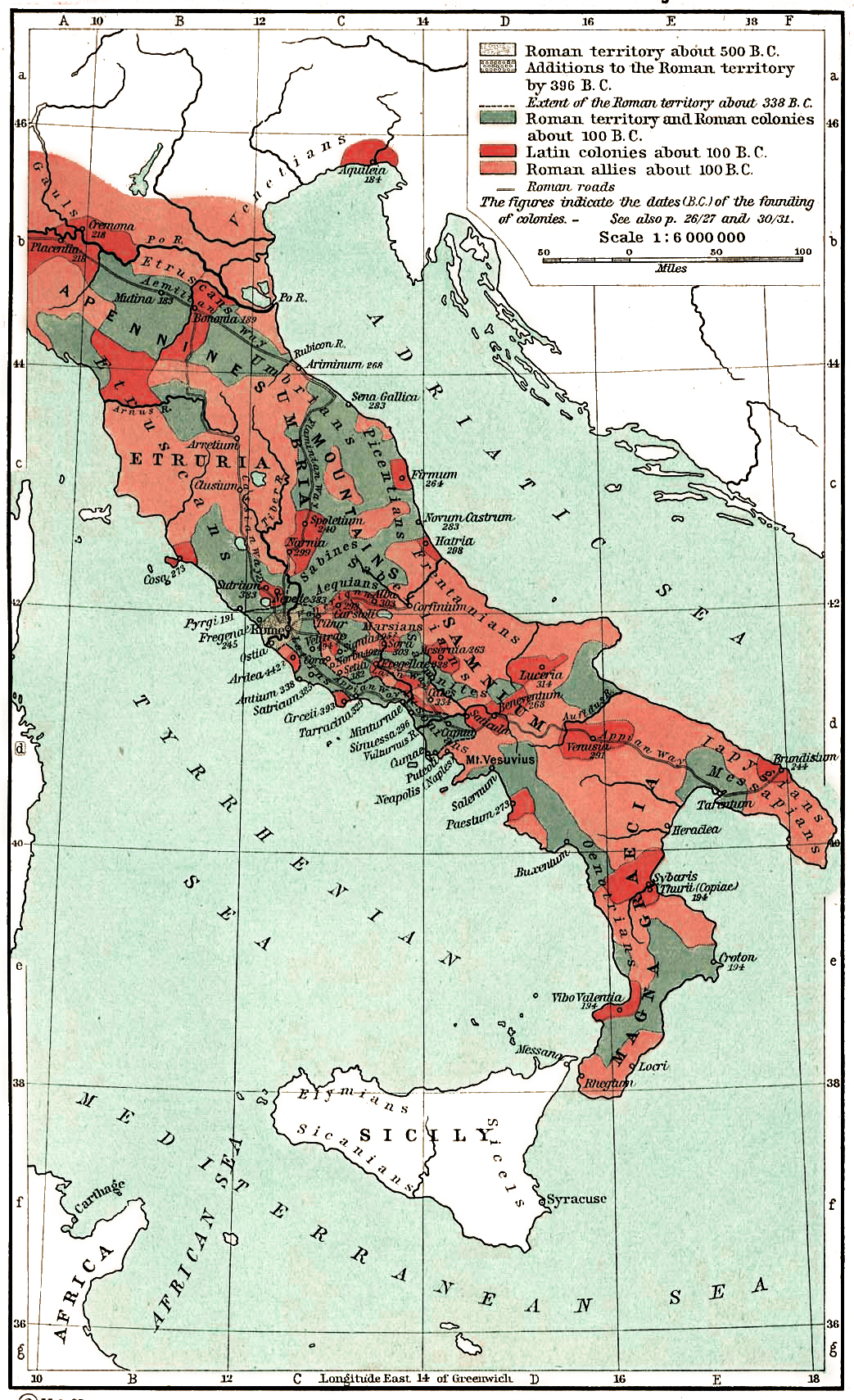
Mapa da Itália durante a Guerra Social (91-88 a.C.)

Foi a Guerra Social, o conflito que iniciou em 91 a.C. entre Roma e seus aliados itálicos (os socii) que proporcionou a Sula a sua maior glória e iniciou a sua irresistível ascensão política, ampliando ainda mais o conflito com Mário, que também se mostrava muito eficaz nas operações militares. A guerra em si era resultado da intransigência de Roma em relação aos direitos dos "sócios", os antigos inimigos que se submeteram aos romanos ao longo dos séculos (como os samnitas). Os latinos, moradores do Lácio, eram aliados mais antigos e recebiam por isso mais respeito e tratamento melhor. A causa imediata da guerra foi a recusa do Senado Romano em estender a cidadania romana aos sócios e em endereçar algumas injustiças que eles consideravam urgentes. Entre os muitos mortos na luta dos optimates que queriam manter o status quo estavam Tibério e Caio Graco. Mas foi a morte de Marco Lívio Druso, cujas reformas buscavam não apenas reforçar a posição do Senado mas também conceder a cidadania a todos os aliados de Roma que enfureceu a Itália, levando à irrupção da Guerra Social.
Seu maior êxito foi obtido como legado, na região costeira da Campânia e, pouco depois, em Sâmnio, em ambos os casos sob o comando do cônsul Lúcio Júlio César, no qual conseguiu surpreender o general samnita Caio Pápio Mutilo e conquistar a cidade de Boviano. No ano seguinte, 89 a.C., conseguiu uma vitória decisiva diante da muralha de Pompeia, obtendo assim uma coroa gramínea, a condecoração militar máxima entre os romanos, reservada ao comandante que salva sua legião ou exército no campo de batalha. Ao contrário de todas as demais honras militares romanas, esta era concedida pelos próprios soldados, por aclamação, e, por isso, muito poucas foram registradas. Por tradição, ela era confeccionada com ramos e plantas colhidas no próprio campo de batalha. Sula continuou conquistando as demais cidades que os rebeldes haviam ocupado na Campânia até que restou apenas o "coração" da revolta, Nola. Ignorando a ameaça às suas legiões, Sula lançou um ataque diretamente no interior do território rebelde, invadindo o Sâmnio e infligindo-lhes uma dura derrota num passo de montanha. Em 89 a.C., Sula capturou Eclano, a capital dos hirpínios, encerrando de fato a Guerra Social.
Foi deste modo, apresentando-se como um dos grandes vencedores da revolta, que Sula conseguiu seu tão sonhado consulado, em 88 a.C., com Quinto Pompeu Rufo. Os dois cônsules repartiram entre si o governo da República, de forma que Sula recebeu o proveitoso comando da guerra contra Mitrídates enquanto Rufo permaneceria na Itália encarregado das tarefas civis. Neste mesmo ano, Sula casou-se com Cecília Metela Dalmática, uma sobrinha de Quinto Cecílio Metelo Numídico, aparentando-se assim ao poderoso clã senatorial dos Cecílios Metelos. Rufo, por sua vez, casou seu filho, Quinto Pompeu Rufo com sua filha, Cornélia Sula.
O caos político e econômico, sequela da Guerra Social, não se limitou às fronteiras da Itália. Os graves problemas que sacudiam a península eram observados com interesso pelo decidido rei do Ponto Mitrídates VI. Seus atritos contra a República Romana não eram recentes, mas ele entendeu que, naquele momento, os romanos estavam em guerra contra seus próprios aliados e lhe pareceu o momento perfeito para tentar uma política expansionista na Ásia Menor.

## Sulpício Rufo e a marcha sobre Roma
As fontes antigas são unânimes ao afirmar que o conflito irrompeu quando os populares, apoiados pelos cavaleiros, prepararam a reaparição pública de Mário, que queria para si o comando militar da iminente guerra no Oriente. Depois de ter presidido as eleições consulares para 87 a.C., Sula estava pronto para partir para Cápua, onde estavam concentradas seis legiões para a campanha na Ásia), quando o tribuno da plebe Públio Sulpício Rufo trocou bruscamente de partido político, deixando de ser um dos mais notáveis membros dos optimates para apoiar Mário e os populares. Não são claros os motivos desta súbita troca de alianças: se foi por influência do próprio Mário, por ambição e sede de poder ou por outros motivos de cunho mais pessoal.
Sulpício rapidamente aprovou uma lei sobre o sufrágio dos italianos incorporados à cidadania romana "ex lege Iulia" e, possivelmente, uma medida similar aplicável aos libertos. A violência que irrompeu entre defensores e adversários de ambas as leis foi aplacada pelos cônsules, que declararam uma suspensão das atividades legislativas, cuja natureza tem sido amplamente discutida por causa da discrepância entre as fontes. Aparentemente tratava-se mais de um período de feriae imperativae do que de um justitium. Quando, em assembleia popular perante o Templo de Castor e Pólux, Sulpício exigiu o reinício das atividades legais, a situação se degenerou em uma briga aberta que provocou, entre outras consequências, a morte de Quinto Pompeu Rufo, filho de um dos cônsules e genro de outro, e a remoção de ambos os magistrados. Sula se refugiou, voluntária ou forçosamente, perto da casa de Mário, onde discutiu a situação criada e se chegou a algum tipo de acordo, pois Sula voltou para a Assembleia, anulou as feriae e marchou para Cápua para embarcar para a Ásia.
Antes de mesmo de Sula conseguir chegar lá, Sulpício propôs entregar o comando da guerra contra Mitrídates a Mário. A reação de Sula perante o decreto popular que o removia do comando é um dos pontos decisivos da história da República Romana. Ele foi pego de surpresa com a notícia, pois a resolução foi tão rápida quanto drástica. Bom conhecedor de suas tropas, bastou que ele lesse o conteúdo do decreto para eles, acrescentando que Mário certamente levaria ao oriente suas próprias forças, o que os privaria das glórias e das riquezas que os aguardavam, para que a indignação se espalhasse entre os soldados, que exigiram serem levados de volta a Roma. Os tribunos enviados por Mario foram apedrejados e o cônsul aceitou colocar-se à frente das tropas no caminho de volta para Roma. Nenhum de seus oficiais, com exceção de um questor, apoiou Sula neste ato inédito, mas, por outro lado, ele recebeu o apoio de Quinto Pompeu Rufo, que veio para se reunir com ele.
Pela primeira vez na história de Roma, um magistrado introduziu o fator da força militar na política interior e, a partir da aí, Roma já não mais poderia se ver livre da ameaça de um golpe militar. A crescente deterioração e as contínuas manobras políticas dos populares, inclusive o decreto de Sulpício contra Sula, que interferia diretamente em uma decisão senatorial, finalmente haviam levado a uma situação limítrofe da implantação da lei do mais forte. A partir do golpe de Sula, a constituição republicana se transformou em pouco mais do que uma farsa legal e sua vigência, sujeita a modificações e caprichos de um possível imitador de Sula no futuro. Seja como for, Sula atuava oficialmente em defesa da legalidade vigente (a mos maiorum, "o caminho dos anciãos"), com a pretensão de reconstruir a República mediante a restauração do regime senatorial, como comprovará seu conjunto posterior de reformas. Mas, paradoxalmente, Sula se viu obrigado pelas circunstâncias a apoiar a vigência das leis usando justamente as mesmas justificativas que precipitaram a sua destruição.
Dois pretores, enviados de Roma, tentaram convencer o general de sua intenção de tomar a cidade, fracassando como já havia fracassado uma comissão senatorial. Quando alcançou as portas de Roma, Mário, Sulpício e seus seguidores sabiam que não era possível uma defesa contra seis legiões que haviam cercado a capital a partir de três pontos distintos. Depois de um curto cerco, Sula conseguiu assaltar a Muralha Serviana e invadiu a cidade à frente de suas tropas, cometendo assim uma terrível infração religiosa, a violação do pomério. Só a plebe do Esquilino fustigou as tropas de Sula com pedras e telhas do alto de suas casas. Sula eliminou rapidamente esta resistência simplesmente mandando incendiar o bairro enquanto seus adversários mais comprometidos tiveram fugir da cidade. Plutarco conta que os gladiadores de Mário não eram páreo para legionários treinados e que a oferta dos populares de libertar qualquer escravo que os ajudasse foi aceita por apenas três. Sulpício foi traído e morto por um de seus escravos, que Sula libertou e, imediatamente, mandou executar (libertado pela informação que levou à morte de Sulpício e condenado à morte por trair seu mestre). Mário, porém, conseguiu fugir para a África.
Antes de marchar, Sula publicou uma lista de inimigos do Estado (na qual constavam Mário e Sulpício Rufo) e promulgou uma série de leis para neutralizar os elementos que haviam permitido aos populares contornarem o poder senatorial, ou seja, as assembleias tribais e o tribunato da plebe. A lex Cornelia Pompeia de comitiis centuriatis et de tribunicia potestate anulou a capacidade legislativa das assembleias populares (a quem esta havia sido transferida), limitou a capacidade dos tribunos de vetar uma lei emanada do Senado e exigiu prévia autorização do mesmo para todas as propostas de lei. Reestabelecia-se assim o antigo sistema serviano das Assembleia das centúrias (comitia centuriata), que tinham preferência sobre as comitia tributa (utilizadas pela plebe para promulgar leis) na votação de qualquer lei.

## Regime de Cina em Roma
Sula mais uma vez deixou a cidade, desta vez sob o comando do popular Lúcio Cornélio Cina e do optimate Cneu Otávio e seguiu para combater Mitrídates.
Sua prolongada ausência seria, porém, aproveitada imediatamente pelos populares para retomar o poder e levar adiante uma vingança que, mesmo descontando um certo exagero das fontes clássicas, certamente deu abertura para graves excessos. No verão de 87 a.C., o conflito entre as facções se reacendeu, com Cina e Otávio à frente. Durante seu exílio, Mário estava determinado a voltar a Roma para seu sétimo consulado, como lhe havia previsto as sibilinas décadas antes. Ele voltou do exílio na África junto com seu filho adotivo, Caio Mário, o Jovem e à frente de um exército que havia conseguido reunir. Este exército seu uniu às forças de Cina para derrotar Otávio. Mário então entrou em Roma e, seguindo ordens suas, os soldados começaram a executar todos os partidários de Sula, incluindo o cônsul Otávio. A matança provocou grande comoção na cidade e, aparentemente, somente entre os nobiles, foram mais de 100 pessoas. Suas cabeças foram expostas na Rostra do Fórum Romano.
Cinco dias depois, Quinto Sertório ordenou que suas tropas (muito mais disciplinadas que as de Mário, recrutadas entre gladiadores, escravos e setores menos favorecidos da população) aniquilassem os libertos responsáveis pelas atrocidades, uma ação que Mário recebeu com naturalidade. O Senado, agora sob controle dos populares, revogou as reformas e leis de Sula e exilou Sula. Mário, eleito cônsul pela sétima vez, foi nomeado o novo general para a guerra no oriente junto com Cina, reeleito para um novo consulado. Porém, pouco mais de um mês depois de voltar a Roma, a 17 dias de aceder ao consulado, Mário morreu repentinamente aos 71 anos de idade.

## Primeira Guerra Mitridática

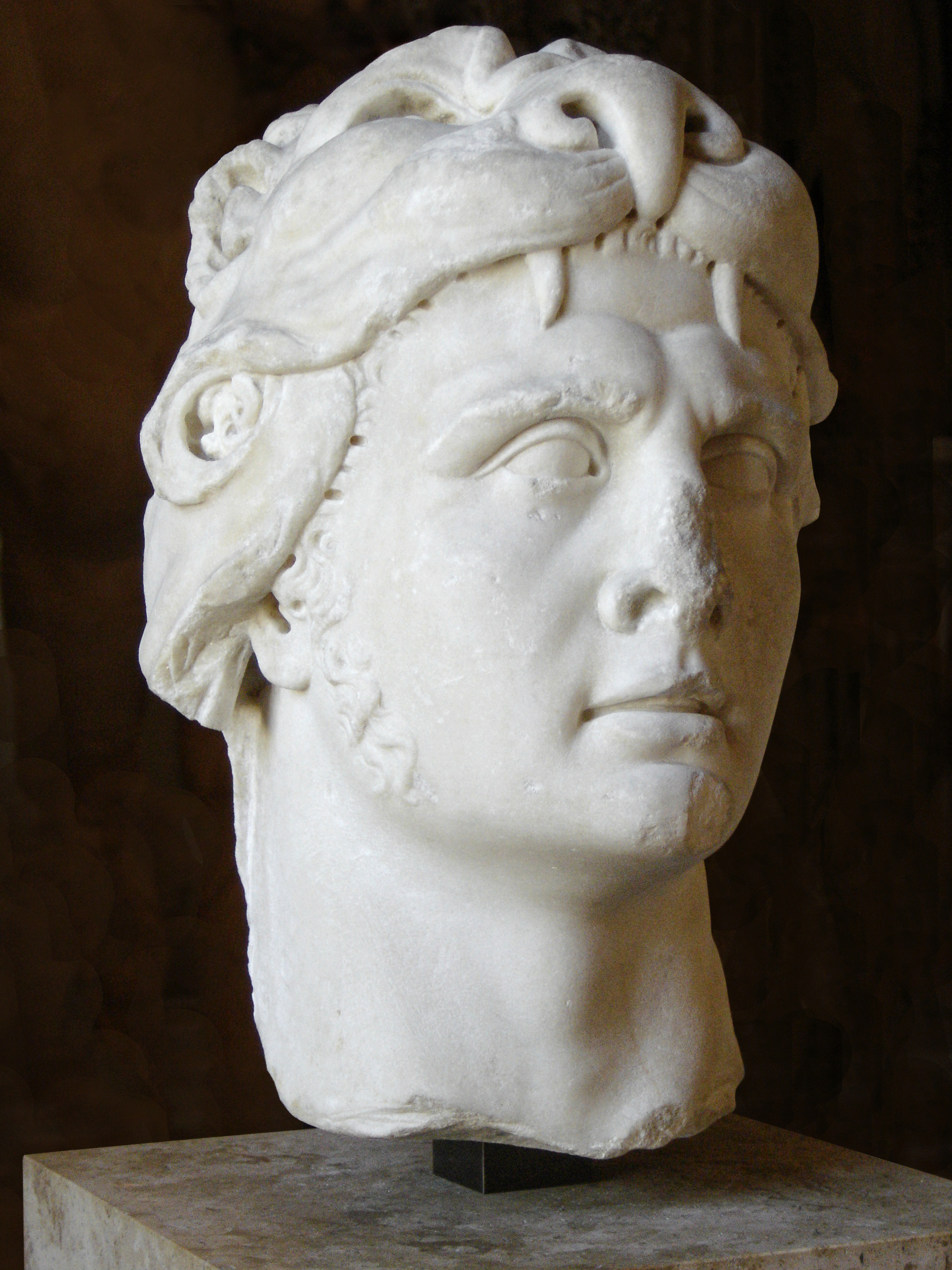
Mitrídates VI, rei do Ponto, um monarca grego que tentou se aproveitar da confusão em Roma para ampliar sues domínios na Grécia e Ásia, mas acabou derrotado por Sula

Depois de seu desembarque em Dirráquio, entre 87 e 85 a.C., Sula lutou contra as forças de Mitrídates na Grécia comandadas por Arquelau. Desde os primeiros momentos, apesar da inferioridade numérica das forças à sua disposição, da ausência de uma frota poderosa e da falta de dinheiro, os romanos lutaram com energia. Quinto Brútio Sura, o eficaz legado do procônsul da Macedônia, Caio Sêncio Saturnino, já havia conseguido algum êxito ao impedir o avanço das tropas pônticas e, inclusive, as havia derrotado em batalha campal no norte da Grécia. Mais tarde, Sura enfrentou os inimigos novamente em várias ocasiões nas imediações de Queroneia até que a chegada de reforços pônticos forçou a sua retirada. Estes eventos ocorreram justamente enquanto as tropas de Sula estavam desembarcando no Epiro. Sura então recebeu ordens de regressar para a Macedônia.
Sem nenhum tipo de apoio do governo central em Roma, a campanha de Sula na Grécia foi caracterizada por um duplo combate: contra os inimigos e contra a situação de penúria. A falta de dinheiro foi mitigada com o saque dos tesouros dos inúmeros templos gregos, especialmente o mais rico de todos eles, o Templo de Apolo, em Delfos, cuja missão ficou a cargo de um amigo, Cáfis, o Fócio. Apesar disto, a maior fonte de dores de cabeça para Sula era seu próprio exército, pois aparentemente os problemas com seus soldados parecem ter sido mais graves que os habituais para a época. Dado que o moral de suas tropas ao chegar a Grécia já era muito baixo, Sula se aproveitou de qualquer ocasião que se apresentava para exercitá-los, o que teve o efeito benéfico criar em suas legiões uma excelente disciplina que lhe seria muito útil na sua volta à Itália. Enquanto isto, seu segundo em comando, Lúcio Licínio Lúculo, foi enviado para confiscar barcos e dinheiro nos diversos portos do Levante Mediterrâneo.

### Cerco de Atenas

Diagrama do Cerco de Atenas e Pireu em 87- por Sula, mostrando as famosas "Longas Muralhas". Ele só não arrasou a cidade por conta de sua fama internacional, mas ainda assim teve que ser convencido por seus oficiais

Sula cercou Atenas e Pireu, cidades gêmeas ligadas pelas "Longas Muralhas" e governadas pelo tirano Aristião, uma marionete do rei do Ponto. A política de terra arrasada empreendida por Aristião e a consequente falta de madeira para construir suas armas de cerco levou Sula a ordenar que fossem derrubadas todas as árvores num raio de cem milhas, o que arrasou a Ática inteira. Entre as árvores cortadas estavam os centenários exemplares da ilustríssima Academia de Atenas, sob cuja sombra passearam Platão e tantos outros filósofos de renome. O cerco foi completado e, apesar das várias tentativas de rompê-lo, ambas as partes resolveram esperar. Foi nesta ocasião que notícias começaram a chegar a Sula sobre as perseguições dos populares de Cina em Roma.
Durante este duríssimo cerco, os romanos sofreram com uma epidemia de sarna por causa das condições pouco sanitárias em seu acampamento. Esta doença, provocada por um ácaro, provoca coceira incessante seguida de feridas e pústulas na pele. Por conta disso, a delicada pele, branquíssima, de Sula acabou irreparavelmente danificada, resultando nas feridas que desfiguraram seu semblante pálido pelo resto de sua vida. Segundo Plutarco:
| “ | Se numa amora passares farinha, terás então um retrato de Sula. | ” |
|   | — Plutarco, Sula 2.                                             |   |

Por causa disto, Sula se vingou duramente dos sofrimentos pelos quais passou junto com seus homens ao autorizar o saque de Atenas. Depois de um longo cerco, um túnel provocou o desmoronamento de um trecho da muralha a sudeste da cidade, entre as portas Sagrada e Pireia, e Atenas foi invadida em 1 de março de 86 a.C.. Novamente, segundo Plutarco:
| “ | …o próprio Sula (…) entrou por volta da meia-noite, provocando terror e espanto com o som dos clarins e uma infinidade de trombetas e com a gritaria e a algazarra dos soldados, a quem concedeu inteira liberdade para o roubo e a matança: assim, correndo pelas ruas, com as espadas desembainhadas, é indizível quanto foi o número dos mortos… | ” |
|   | — Plutarco, Sula 15. |   |

A princípio, Sula queria arrasar a cidade e escravizar todos os gregos, como havia feito Lúcio Múmio Acaico em Corinto (146 a.C.), mas logo, voltando à razão, se convenceu de que a fama universal de Atenas era como um título que dava a esta cidade o direito de ser respeitada. Plutarco faz parece o grande romano como um grego quando ele decide perdoar os vivos por respeito aos mortos. Mais trade, Sula pôde invocar entre seus maiores feitos o fato de ter sido clemente com Atenas.
O general Arquelau escapou por mar através de Pireu para juntar-se às forças pônticas conduzidas por Taxiles. Antes de invadir a Beócia para interceptar estes exércitos inimigos que se aproximavam do norte, Sula ordenou que a muralha da cidade fosse desmantelada, suas fortificações, demolidas, assim como o grandioso arsenal de Pireu, que foi incendiado para evitar que frota pôntica desembarcasse com um grande exército em seu flanco. Aristião e seus aliados acabaram tendo que se render quando a água potável acabou. O grupo se entregou quando notícias chegaram sobre a derrota de Arquelau na Segunda Batalha de Queroneia (provavelmente no final da primavera), mas ainda assim foram todos executados.

### Batalha de Queroneia

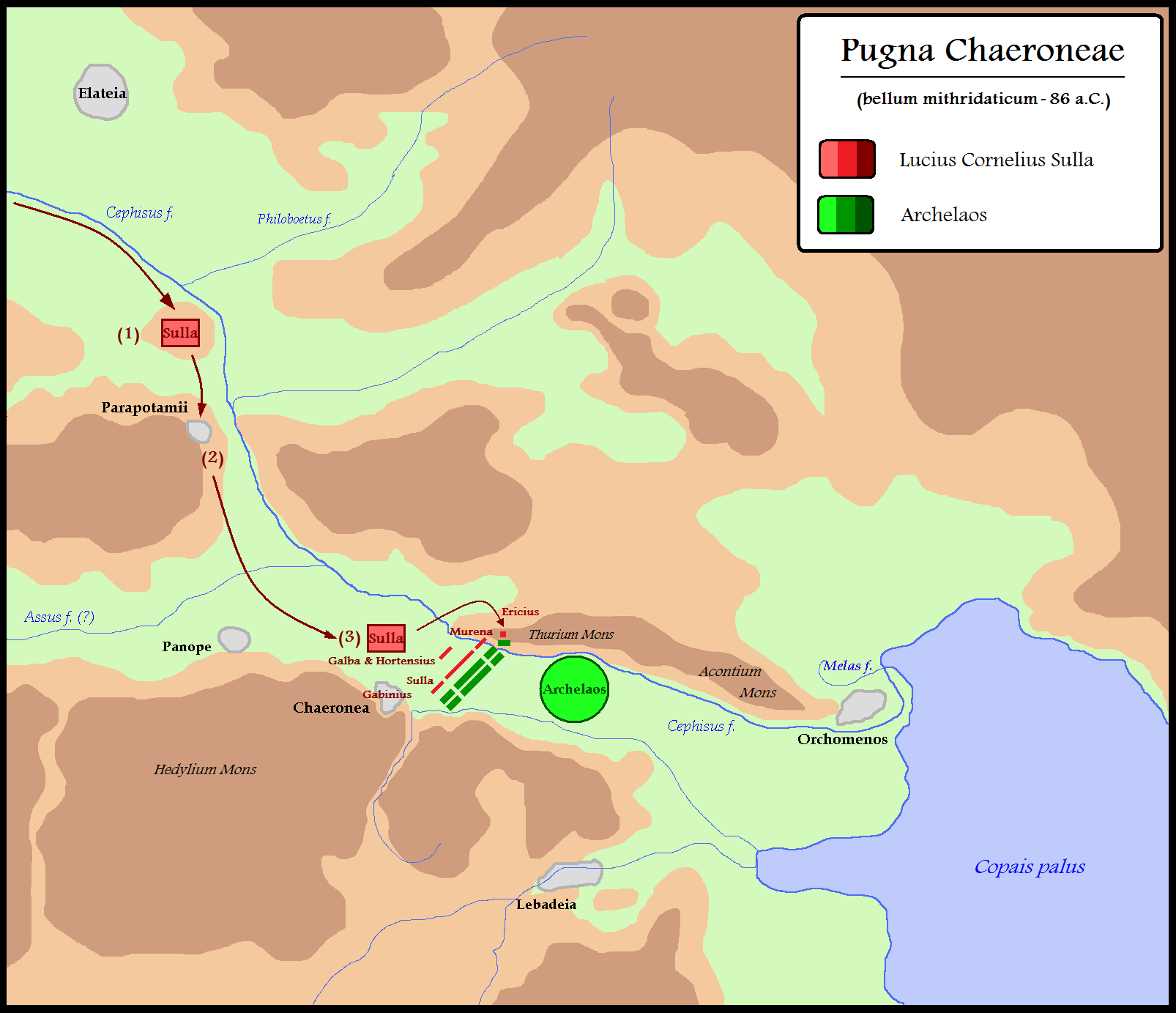
Diagrama da Batalha de Queroneia, uma brilhante vitória tática de Sula que provocou, segundo as fontes, cerca de baixas aos exércitos gregos

Sula não perdeu tempo e ocupou uma colina chamada Filobeto, que nascia nas bordas do monte Parnaso. A partir dali, ele pôde dominar a planície de Elateia e dispunha de madeira e água em abundância. O exército de Arquelau, comandando de fato por Taxiles, estava obrigado a avançar a partir do norte por um vale até Queroneia. Com 110 000 homens e 90 veículos de guerra, era pelo menos três vezes maior que as forças de Sula. Arquelau gostava da tática de desagastar lentamente os romanos, mas Taxiles tinha ordens diretas de Mitrídates para atacar imediatamente. Enquanto isto, Sula empregou seus homens na escavação de uma série de trincheiras para proteger seus flancos contra possíveis manobras e construir paliçadas à frente. Logo depois, ocupou as ruínas de Parapotamos, uma posição inexpugnável que dominava os vaus pelo caminho até Queroneia. Logo em seguida, Sula ordenou uma falsa retirada, abandonando os vaus e se entrincheirou atrás de suas paliçadas em trincheiras. Atrás deles estava preparada a artilharia de campanha que já havia sido utilizada no cerco de Atenas. Arquelau avançou através dos vaus e tentou flanquear as forças romanas com sua cavalaria, mas foi rechaçado pelas legiões dispostas em formação quadrangular e provocou uma grande confusão na ala direita de seu exército. Os veículos de Arquelau se lançaram em carga contra o centro das forças romanas, mas foram destruídos pelas trincheiras. Então, os cavalos, livres de suas rédeas e enlouquecidos pelas flechas e lanças, correram por entre as falanges gregas criando ainda mais confusão. As cargas não foram capazes de superar as defesas romanas e sofreram pesadas baixas por causa da artilharia. Diante de um provável fracasso, Arquelau tentou lançar sua ala direita contra a desprotegida esquerda romana. Sula, percebendo a perigosa manobra, correu do flanco direito para auxiliar seus homens e resistiu aos ataques pônticos até que Arquelau decidiu trazer mais tropas de sua ala direita. A manobra desestabilizou a linha de combate pôntica e debilitou seu flanco direito. Sula retornou para a sua própria direita e ordenou o avanço geral. Com o apoio da cavalaria, as legiões de Sula destruíram completamente as forças de Arquelau. A matança foi terrível e, segundo algumas fontes, sobreviveram apenas 10 000 soldados de Mitrídates.

### Batalha de Orcômeno

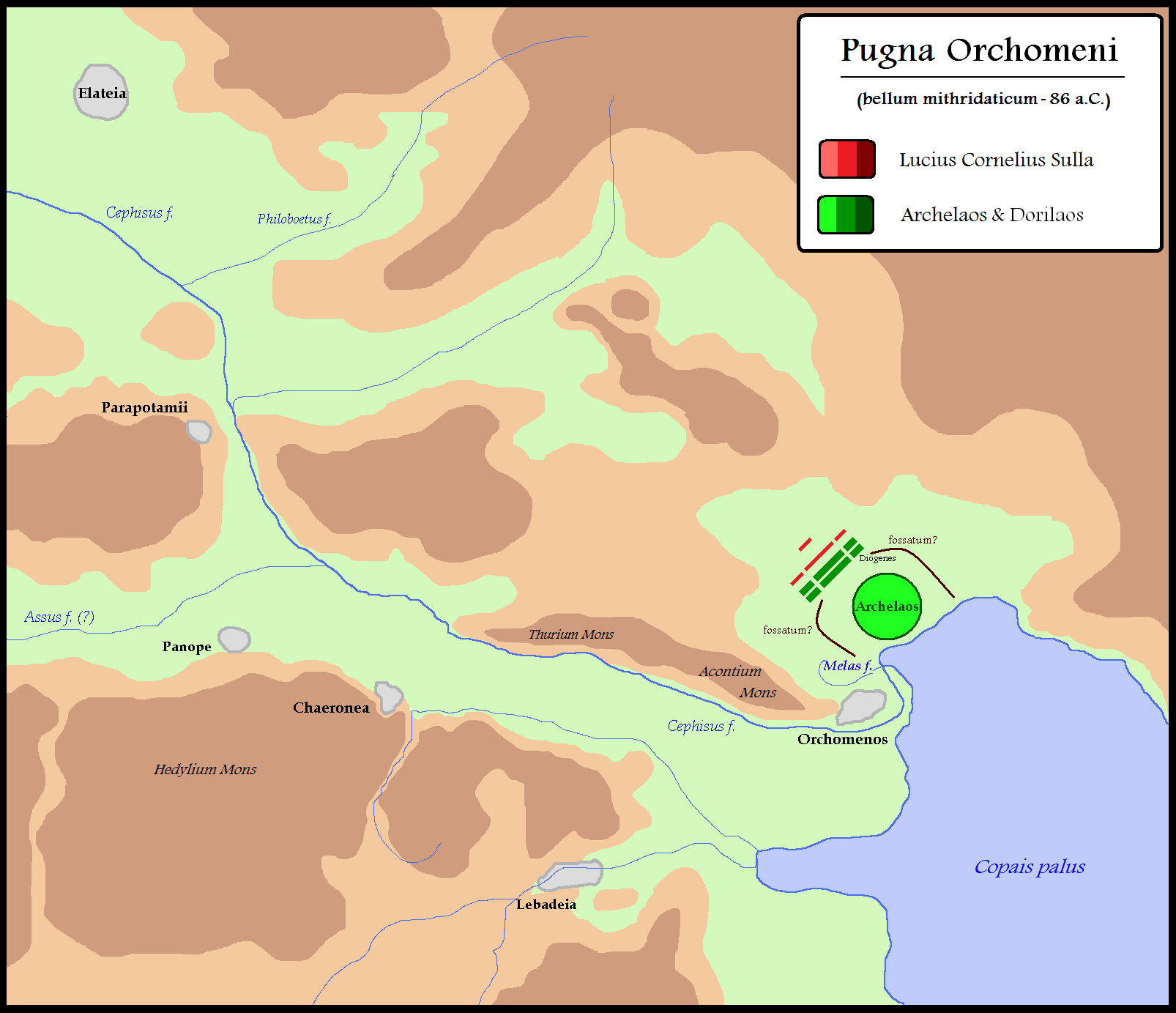
Diagrama da Batalha de Orcômeno, na qual Sula derrotou o grande general mitridático Arquelau

Já estabelecido em Roma, Cina enviou Lúcio Valério Flaco à frente de duas legiões para a Grécia, onde Sula terminava o cerco de Atenas. Depois de desembarcar no Epiro, a missão de Flaco era lutar contra Mitrídates e não Sula, o que é reforçado pelo fato de que, depois de se cruzarem a poucas milhas um do outro, os dois exércitos não se enfrentaram. Apesar disto, Sula instigou seus homens para que estimulassem a dissensão nas forças de Flaco, que começou a sofrer com inúmeras deserções. Distanciando-se de Sula, Flaco seguiu para lutar contra Mitrídates na região dos estreitos (o Helesponto e o Bósforo).
Enquanto isso, Sula teve que enfrentar um novo exército pôntico. Como campo de batalha, escolheu Orcômeno, uma zona pantanosa nas planícies da Beócia. Não somente era o lugar ideal por sua estreiteza, o que permitia que um exército inferior numericamente pudesse enfrentar um outro muito superior por causa de suas defesas naturais, mas também por que era um terreno propício para que Sula cavasse novas trincheiras e construísse novas paliçadas. Nesta ocasião, os exércitos do Ponto superavam os 150 000 homens, que acamparam ruidosamente à frente do acampamento romano, perto das lagunas de Orcômeno.
Assim que amanheceu, Arquelau se deu conta da armadilha que Sula lhe havia preparado. O romano não havia se limitado a cavar trincheiras, mas também construiu diques facilmente defensáveis, que rapidamente se converteram num muro que cercava o acampamento de Arquelau. As forças do Ponto tentaram sair da emboscada, sem êxito, e os diques avançaram ainda mais sobre o acampamento pôntico, cada vez mais encurralado. No segundo dia, Arquelau, determinado a escapar das garras de Sula, lançou todo o seu exército sobre os romanos, que começaram a recuar. Apesar disso, a pressão fez com que os legionários acabassem tão juntos uns dos outros que acabaram formando uma barreira impenetrável de espadas e escudos, que começou a avançar sobre o campo de batalha como um punho blindado, trucidando as linhas de combate de Arquelau e tomando à força o acampamento pôntico. As forças de Arquelau debandaram em confusão e a batalha se transformou numa grande matança.
Plutarco ainda nota que, séculos depois desta batalha, ainda se encontravam armas e armaduras enterradas às margens das lagunas de Orcômeno.

### Fímbria e a Paz de Dárdano
O segundo em comando de Valério Flaco, o legado Caio Flávio Fímbria, era um indivíduo escolhido a dedo por Cina para manter sob controle seus partidários, conhecido por seu caráter violento e maligno. Enquanto estavam acampados em Nicomédia, na Bitínia, e aproveitando-se do fato de que Flaco estava realizando uma visita à vizinha Calcedônia, Fímbria começou a agitar os soldados descontentes com as agruras da campanha e, fazendo uso de toda a sua demagogia, conseguiu que as tropas se amotinassem e assassinassem Flaco quando ele retornou. Assumindo o comando do exército, Fímbria se lançou sobre Mitrídates com grande sucesso e, depois de vencer o que restava de suas forças na Eólia, conseguiu encurralá-lo na cidade de Pitane. Se tivesse conseguido o apoio da frota que Lúcio Licínio Lúculo havia reunido para Sula, a captura do rei do Ponto teria sido certa. Mas, sem este apoio, a frota pôntica conseguiu resgatar seu rei.
Apesar destas vitórias militares, Fímbria submeteu os habitantes da província romana da Ásia a um regime de saques, torturas e arbitrariedades, forçando-os à revolta aberta e à aliança com Sula. Depois de ter conseguido entrar em Ilião (Troia) proclamando que, como romano, era amigo e aliado da cidade, Fímbria assassinou todos os seus habitantes, roubou o que podia transportar e reduziu o que restou a cinzas.
Para poder enfrentar Fímbria, Sula negociou uma saída rápida da guerra com o Reino do Ponto. Mitrídates VI aceitou um acordo bastante favorável pelos padrões romanos, a chamada Paz de Dárdano, em agosto de 85 a.C., que ditava que o rei se comprometia a abandonar a Europa (Trácia) e os territórios romanos na Ásia Menor, renunciando a todas as suas conquistas, à sua frota, que seria entregue aos romanos, e se comprometia a pagar uma indenização de 3 000 talentos. O cumprimento dessas cláusulas ficou a cargo do propretor Lúcio Licínio Murena (que enfrentaria Mitrídates na Segunda Guerra Mitridática, entre 83 e 82 a.C. até ser interrompido por Sula), que iniciou imediatamente a reorganização das províncias da Grécia e da Ásia sob condições duríssimas para seus habitantes.
Uma vez livre da questão de Mitrídates, Sula saiu em busca de Fímbria. Os dois se encontraram em Tiatira e, depois do que parece ter sido uma tentativa de negociação, ambas as partes se prepararam para uma batalha, mas Fímbria, sem opções por causa do baixo moral de suas tropas e da superioridade numérica de Sula, se matou quanto suas tropas passaram a desertar em massa, acrescentando à biografia de Sula mais um caso de "felicitas" ("boa sorte"). Apesar de estar com o caminho livre para voltar à Itália, Sula dedicou algum tempo mais à Ásia e a Atenas, especialmente na reorganização das províncias, preparando o caminho para que um dia pudesse voltar.

## Guerra civil e a segunda marcha sobre Roma
Em Roma, a situação não poderia ser pior para Sula, ausente até então: o governo que ele havia criado já não existir e ele próprio havia sido condenado à morte in absentia, enquanto suas propriedades eram arrasadas e sua família, graças a qual havia alcançado o poder, especialmente por causa de sua esposa, que era da poderosa família dos Cecílios Metelos, seus amigos, clientes e partidários se viam obrigados a fugir.

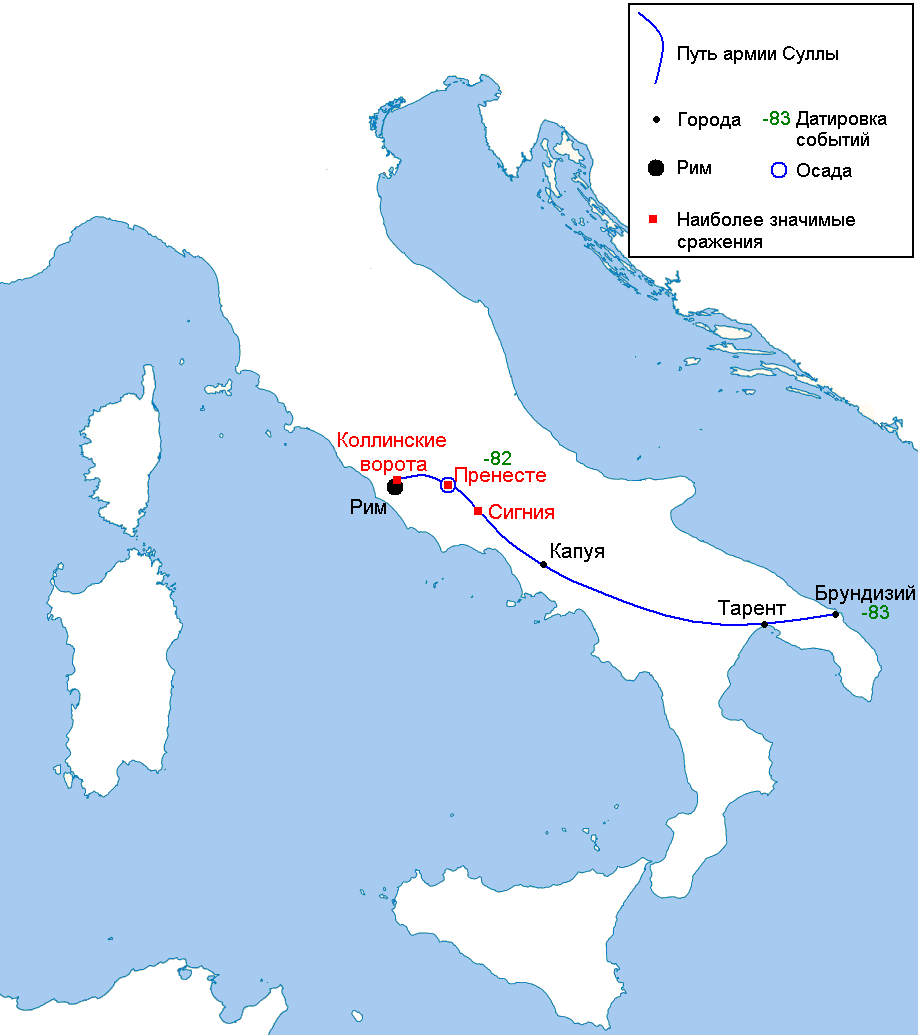
Marcha de Sula até Roma, desde Brundísio (à direita)

Como resposta, Sula enviou ao Senado Romano uma carta bastante arrogante na qual enumerava os serviços que havia prestado à República, reprovava os desmandos de seus adversários consigo e seus aliados e, principalmente, juravam vingança. Atemorizado, o Senado, liderado pelo príncipe Lúcio Valério Flaco, tratou de negociar com Sula um consentimento tácito dos cônsules Caio Papírio Carbão e Cina, que continuavam com seus preparativos para uma guerra, reunindo um enorme contingente de tropas. Quando a embaixada senatorial alcançou Sula, ele ofereceu o que Lívio considerou um "acordo razoável": ele se recusou a se submeter a seus inimigos, mas afirmou que não se oporia se o Senado os anistiasse por seus crimes. Negando-se a debandar s eu exército e declarando-se como protetor de um Senador incapaz, Sula exigiu a restauração das posições e propriedades suas e de seus aliados.
A morte de Cina durante um motim militar encerrou as negociações e resultou no começo do fim do regime dos populares: as forças reunidas por Cina começaram a se separar e o crescente mal-estar fez com que muitos passassem para o lado de Sula, incluindo os embaixadores enviados pelo Senado. Ao saber da morte de seu principal adversário, Sula iniciou os preparativos para cruzar de volta para a Itália. Em paralelo, Quinto Cecílio Metelo Pio se revoltou na estratégica província da África, Crasso estava recrutando tropas entre seus clientes na Hispânia e Pompeu Magno fazia o mesmo em Piceno, território histórico de sua família. Considerando o baixo moral de suas tropas e a insatisfação generalizada da população depois de tantos anos de guerras, a causa dos populares estava condenada: muitos de seus líderes já haviam percebido e mudaram de lado antes que fosse tarde demais.
Em 83 a.C., Sula preparou suas cinco legiões e deixou as duas originalmente sob o controle de Fírmia para manter a paz na Ásia Menor. Na primavera, ele cruzou o Adriático com uma grande frota a partir de Patras, a oeste de Corinto, e desembarcou em Brundísio e Taranto, no "calcanhar" da Itália. Sem encontrar oposição, Sula teve amplas oportunidades para se preparar para a guerra.
Em Roma, os recém-eleitos cônsules, Cornélio Cipião Asiageno e Norbano realizaram um alistamento e prepararam seus exércitos para tentar impedir Sula. Norbano marchou primeiro, com a intenção de bloquear uma avanço sulano até Canúsio. Duramente derrotado na Batalha do Monte Tifata, Norbano foi forçado a recuar até Cápua, mas não teve tempo para recobrar o fôlego. Sula seguiu seu adversário derrotado e venceu-o novamente logo em seguida. Enquanto isso, Asiageno também marchava para o sul com seu próprio exército. Ele (ou seu exército) demonstrava, porém, pouca disposição para lutar. Na cidade de Teano Sidicino, Sula e Asiageno sentaram para negociar e o cônsul se rendeu sem luta. O exército enviado para acabar com a revolta de Sula tremeu perante uma batalha contra os experientes veteranos e, certamente com o apoio de infiltrados sulanos incitando a revolta, muitos desertaram e se uniram às forças de Sula. Sem exército, Asiageno tinha pouco a fazer senão cooperar e, o relato posterior de Cícero, sugere que os dois chegaram a discutir muitos assuntos sobre o futuro governo romano e a Constituição.
Sula permitiu que Asiageno deixasse o acampamento, acreditando piamente em seu apoio. Possivelmente Sula esperava que ele levasse seus termos ao Senado, mas Asiageno, uma vez livre, deixou de lado qualquer ideia de ajudar Sula, que depois deixar claro publicamente que ele iria fazer Asiageno sofrer não apenas por tê-lo enfrentado, mas que qualquer um que continuasse a enfrentá-lo depois desta traição sofreria amargas consequências. Sula venceu três rápidas vitórias em sequência e a situação rapidamente virou em seu favor. Muitos em posições de poder que ainda não haviam escolhido claramente um dos lados, passaram a apoiar Sula. O primeiro destes foi Quinto Cecílio Metelo Pio, que governava a África. O antigo inimigo de Mário e, certamente, de Cina também, liderou uma revolta aberta contra as forças marianas em sua província. Mais apoio chegou de Piceno e da Hispânia. Dois dos três futuros triúnviros se juntaram à causa de Sila para tomar o poder. Crasso marchou com exército da Hispânia e depois teria um papel fundamental na Batalha da Porta Colina. O jovem filho de Pompeu Estrabão (o "açougueiro de Ásculo" durante a Guerra Social), Pompeu, levantou seu próprio exército a partir dos veteranos de seu pai e marchou com Sula. Aos 23 anos e sem jamais ter sido senador, Pompeu entrou à força na cena política com um exército para apoiá-lo.

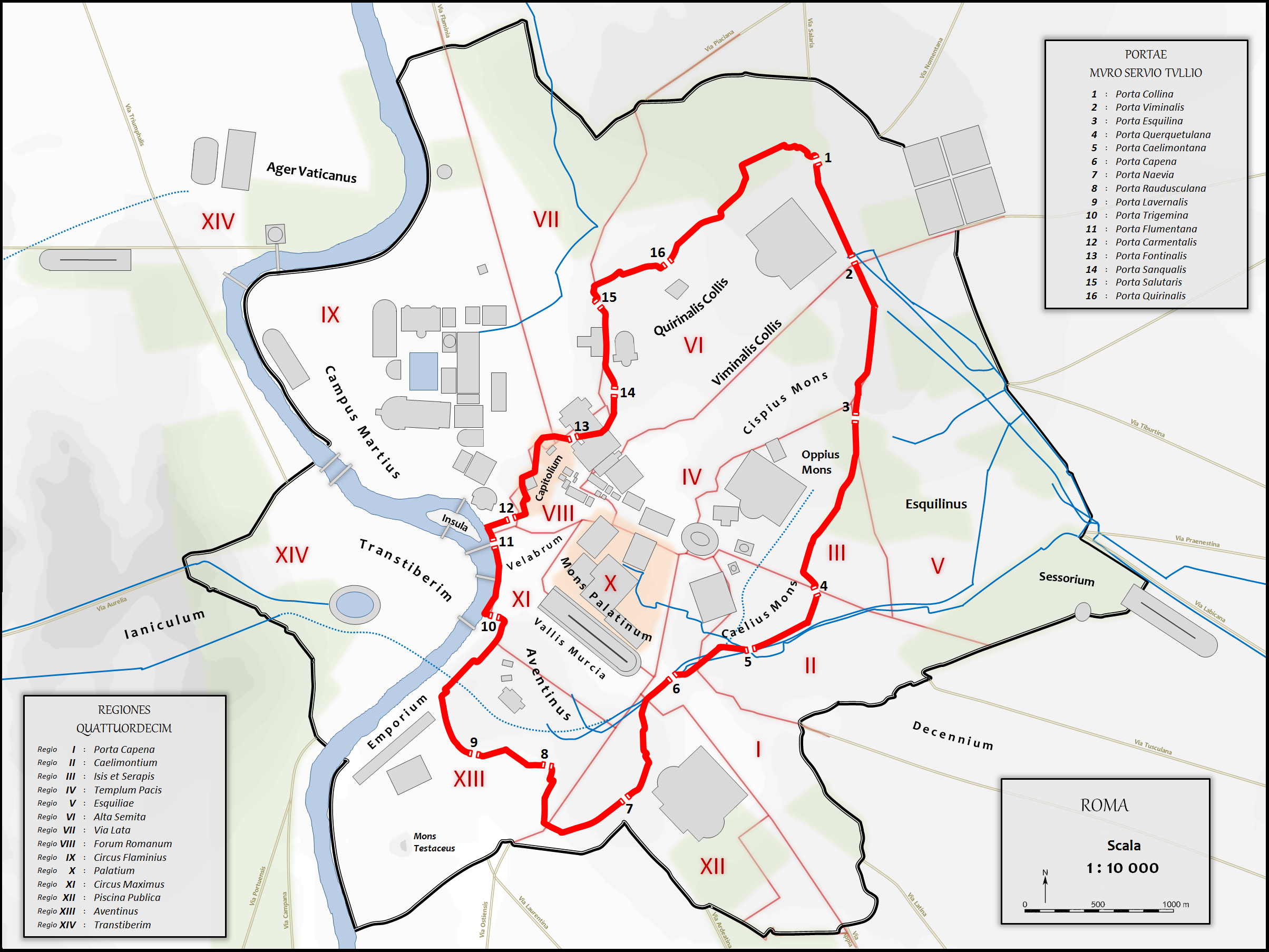
Diagrama de Roma na época de Sula, mostrando a Porta Colina (a porta mais o norte, com o número 1 no contorno vermelho da Muralha Serviana), onde Sula derrotou as últimas defesas dos populares que ainda defendiam a cidade na Batalha da Porta Colina

Seja como for, a guerra continuaria com Asiageno alistando mais um exército. Desta vez, ele marchou contra Pompeu, mas, novamente, seu exército o abandonou e desertou para o inimigo. Como resultado, Roma entrou em desespero conforme terminava o ano de 83 a.C. O Senado reelegeu um antigo co-cônsul de Cina, Caio Papírio Carbão, em seu terceiro mandato, e Caio Mário, o Jovem, o filho de 26 anos de Caio Mário. Na expectativa de inspirar os seguidores de Mário por toda a República, um novo alistamento foi anunciado entre as tribos itálicas que sempre foram leais a ele. Além disto, todos os possíveis simpatizantes de Sula foram assassinados. O pretor urbano Lúcio Júnio Bruto Damásipo liderou um massacre dos senadores que pudessem ter inclinações favoráveis aos sulanos, mais outro incidente de assassinato na crescente espiral do uso de violência como instrumento político nos últimos anos da República.
Quando a estação de campanhas de 82 a.C. começou, Carbão levou suas forças para o norte, para enfrentar Pompeu, enquanto Mário seguiu para lutar com Sula no sul. As tentativas de derrotar Pompeu fracassaram e Metelo Pio, com suas forças africanas agora reunidas às de Pompeu, asseguraram o controle do norte da Itália para Sula. No sul, o jovem Mário juntou uma grande força de samnitas que, certamente perderiam influência com um optimate como Sula no comando em Roma. Os dois se encontraram na Batalha de Sacriporto, uma longa e desesperada batalha. No final, muitos dos soldados de Mário desertaram e ele não teve escolha senão recuar para Preneste. Sula seguiu o filho de seu arqui-rival e cercou a cidade, deixando um subordinado no comando das operações enquanto ele próprio marchou para o norte para empurrar Carbão, que havia recuado para a Etrúria para se colocar entre Roma e as forças de Pompeu e Metelo.
Várias batalhas indecisivas foram travadas entre as forças de Carbão e Sula, mas Carbão sabia que lutava por uma causa perdida. Notícias chegaram sobre a derrota de Norbano na Gália e que ele também havia desertado para o lado de Sula. Carbão, encurralado entre exércitos inimigos e sem chances de ser resgatado, fugiu para a África. Mas ainda não era o fim da resistência, porém, e o que restava das forças marianas se juntaram e tentaram várias vezes libertar o jovem Mário em Preneste. Uma força samnita sob o comando de Pôncio Telesino se juntou ao esforço, mas nem mesmo os dois exércitos combinados foram capazes de derrotar Sula e, ao invés de ficar tentando resgatar Mário, Telesino marchou para o norte para ameaçar Roma.
Em 1 de novembro de 82 a.C., as duas forças se encontraram na Batalha da Porta Colina, que recebeu este nome por ter sido travada perto da Porta Colina da Muralha Serviana de Roma. O confronto foi uma gigantesca e desesperada tentativa final, com ambos os lados lutando com a certeza de que sua vitória salvaria Roma. Sula estava sendo fortemente pressionado em seu flanco esquerdo, numa situação tão perigosa que ele e seus homens foram empurrados contra a muralha. As forças de Crasso, lutando à direita de Sula, porém, conseguiram atacar o flanco adversário e forçaram um recuo. As forças samnitas e marianas foram curvadas e suas linhas se romperam. No final, mais de 50 000 combatentes perderam a vida e Sula conquistou a cidade de Roma.
Nesta última, Sula capturou 12 000 populares, que foram presos no Campo de Marte. 3 000 deles foram executados logo no dia seguinte, apesar de terem implorado, em vão, por suas vidas. Seus gritos e lamentos chegaram aos ouvidos da cidade, já aterrorizada, e do Senado reunido. Sula se divertiu com este terror entre os senadores, mas os acalmou.
Porém, fora da cidade de Roma, os partidários de Sula tiveram ainda que submeter, nos meses seguintes, algumas cidades da Itália ainda revoltadas, como Preneste, onde estava cercado Caio Mário, o Jovem, Nola, refúgio dos samnitas, Volterra, na Etrúria, que se defendeu com êxito em 79 a.C., e Isérnia, tomada à força por Catilina. Mário se suicidou depois que as tentativas de libertá-lo fracassaram e, depois que Preneste caiu, 5 000 prenestinos, a quem Públio Cornélio Cetego, um antigo mariano convertido à causa de Sula, havia dado esperanças de salvação, foram levados para fora da muralha e, apesar de terem baixado suas armas e ajoelhado aos pés de Sula, este ordenou que fossem todos executados e que seus corpos fossem espalhados por todo território da cidade. Em paralelo, Pompeu conquistou a Sicília e a África, encerrando a revolta. Foi depois da morte de Mário que Sula assumiu pela primeira vez o agnome de "Félix".

## Ditadura

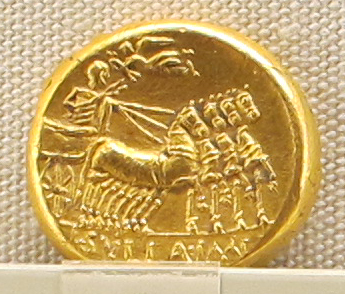
Imagem de uma quadriga numa moeda de ouro romana da época da vitória de Sula, que pode ser uma imagem de seu magnífico triunfo, realizado para celebrar suas vitórias tanto no oriente, contra Mitrídates, quando na própria Itália, contra os populares e o final da guerra civil

A vitória de Sula foi seguida de sua nomeação para uma ditadura por prazo indeterminado. Quando Sula convocou a reunião do Senado no Templo de Belona, poucos dias depois de sua entrada em Roma, seus poderes se limitavam ao comando proconsular sobre suas tropas. Do ponto de vista forma, o governo legítimo de Roma estava investido unicamente nos cônsules, um dos quais, Caio Papírio Carbão, estava foragido na África e o outro, Caio Mário, o Jovem, havia se matado em Preneste. Assim, era óbvio que não havia cônsules e Roma, sem governo legal, estava sob o comando legal de um procônsul formalmente declarado "hostis rei publicae" e que, por falta de derrogação oficial, seguia sendo. Quando não havia cônsules, o Senado, seguindo a tradição, nomeou um inter-rei, cuja função era convocar e presidir as eleições dos novos magistrados. A eleição recaiu sobre o príncipe do senado, Lúcio Valério Flaco. Com todo o poder concentrado nas mãos de Sula, nada podia, naquele momento, se opor à sua vontade. Esperava-se que o vencedor pusesse de novo em andamento a máquina estatal convocando novas eleição e que o próprio Sula, como antes havia feito Cina, nomeasse os cônsules. Mas ele queria tentar um reordenamento e uma reforma da República, já em declínio, já que as instituições tradicionais já não pareciam suficiente para agir. Era necessário um poder extraordinário, acima do aparato estatal, e Sula acreditou tê-lo encontrado (supondo que ele respeitava, apesar de tudo, as formas constitucionais) num magistratura antiga de caráter extraordinário, que, apesar de reconhecida constitucionalmente, havia caído no esquecimento desde 216 a.C.: a ditadura.
O inter-rei Valério Flaco recebeu uma carta de Sula na qual ele sugeria que, dada a situação, se fazia necessário eleger um ditar por um prazo indeterminado, mas suficiente para restaurar a ordem governamental destruída pela guerra civil. Nesta carta, Sula se auto-nomeava como o melhor candidato ao posto e declarava estar disposto a ser escolhido. Flaco então propôs ao povo a Lex Valeria de Sulla Dictatore (dezembro de 82 a.C.) para nomear Sula "dictator legibus scribundis et rei publicae constituendae", ou seja, "ditador para a promulgação de leis e organização do estado". A Assembleia das centúrias aprovou a lei e o Senado a ratificou.
Apesar desta cobertura legal, a ditadura de Sula tinha pouca coisa em comum com a antiga magistratura. O seis meses que a tradição impunha como duração máxima se converteram em prazo indefinido (apesar de não ser vitalício) e suas prerrogativas, ilimitadas, tinham o efeito prático de converter o ditador num monarca não coroado. Apesar disto, a própria evolução do regime de Sula indica que o ditador de fato só deseja governar pelo tempo necessário. Apesar de somente na forma e, especialmente, pelas intenções de restaurações da legalidade republicana, era preciso respeitar as instituições tradicionais. Por isso, pouco depois de investir a ditadura, Sula prescindiu do direito de nomear os cônsules e convocou a Assembleia das centúrias para realização de novas eleições. O resultado foi a vitória de dois candidatos do próprio ditador, Cneu Cornélio Dolabela e Marco Túlio Décula.
Foi somente então que se realizou um impressionante triunfo sobre a vitória contra Mitrídates, que durou dois dias (29-30 de março de 81 a.C.). Votado e financiado pelo Senado, foi o mais luxuoso da história da cidade até então. No primeiro dia foram exibidos quadros, inscrições e objetos que representavam as campanhas gregas e asiáticas, assim como o butim amealhado, com destaque para as 15 000 libras de ouro e 150 000 de prata. No segundo dia foi celebrado o cortejo liderado pela quadriga de Sula, rodeada por todos os grandes personagens romanos que lhe deviam a graça do retorno a Roma.
Pouco depois, se acrescentou, com o consentimento complacente da Assembleia popular, o agnome oficial de "Félix" (em latim: Felix) e outras honras, inclusive o direito de fazer-se acompanhar por 24 lictores (os cônsules só tinham direito a doze). O culto à personalidade servia tanto para satisfazer sua vaidade pessoal como para reforçar o Estado ao prestigiar e envolver com um caráter sobre-humano os que pretendiam restaurar a antiga República. Uma propaganda bem orquestrada, especialmente nas cunhagens de novas moedas romanas, que apresentava Sula como um líder eleito pelos deuses, salvador e vencedor, um novo fundador de Roma.

### Proscritos

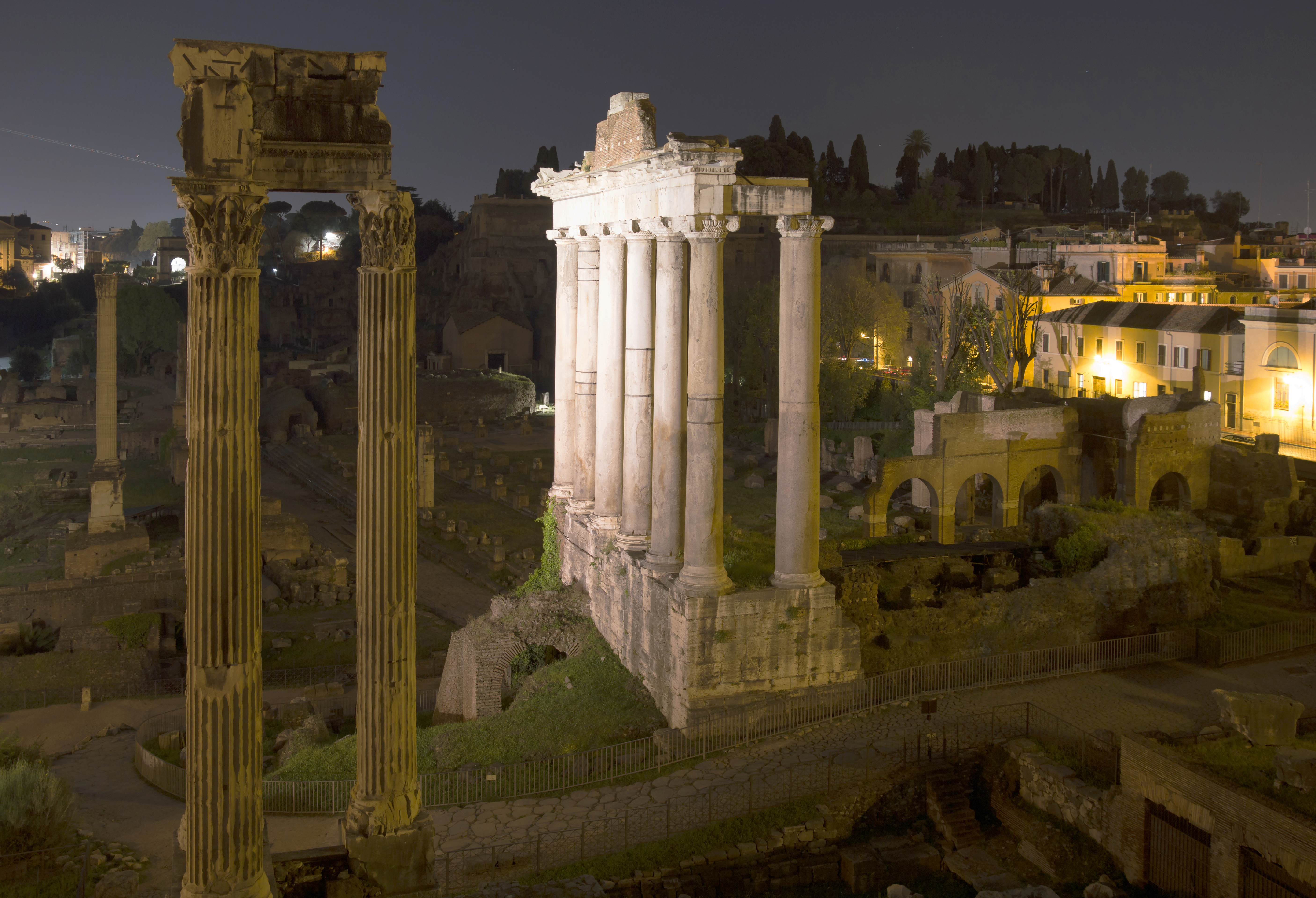
Sula proscreveu centenas de inimigos e confiscou suas terras e riquezas, reforçando o Erário de Saturno, o tesouro público romano que ficava abrigado no Templo de Saturno, no Fórum Romano, cujas ruínas ainda existem. Segundo Lívio, mais de 350 milhões de sestércios foram obtidos desta forma

O regime de Sula se apoiou no terror e numa brutal política de proscrições. No mesmo dia de sua entrada em Roma, 2 de novembro, Sula reuniu o Senado para conseguir a ratificação de seus atos realizados como procônsul, mas não conseguiu obter dos pater familiae os meios legais para conseguir formalizar um expurgo, que era o seu desejo. Em 3 de novembro, ele reuniu as assembleias e proferiu terríveis ameaças contra seus inimigos. Rapidamente apresentou ao público a proscrição de 80 senadores e 440 equestres. Por não ter recebido do Sendo o direito legal de eliminar seus adversários, Sula inventou um meio novo de realizar seus objetivos, a proscrição, que, segundo ele, era um expurgo controlado com o objetivo de controlar os massacres.
Em 4 de novembro, fez-se público — "proscrever" significa "publicar" — um édito proconsular que começava justificando as medidas tomadas antes de enumerá-las: estava proibido abrigar ou ajudar os indivíduos da lista, sob pena de morte, e recompensar-se-ia com 40 000 sestércios (10 000 denários) o denunciante ou assassino de um proscrito, prometendo ainda a emancipação dos que fossem escravos. Os proscritos seriam privados de suas terras e riquezas. No final, vinha uma lista com 80 nomes de membros do Senado, todos eles partidários ou aliados de Mário e Cina. No dia seguinte apareceu uma nova lista com mais 220 equestres e, no dia seguinte, uma terceira lista com mais 220 equestres. Havia começado em Roma uma caça aos proscritos, reavivada pelo espírito de vingança e pela ganância pelas recompensas.
Quanto aos cidadãos marianos que não pertenciam às ordens senatorial ou equestre, eles sofreram apenas diligências e buscas judiciais. A lex Cornelia de proscriptione, que tinha caráter retroativo, permitia a execução sumária e o assassinato impune de qualquer romano ou italiano suspeito de ter colaborado com o Regnum Cinnanum (o regime de Cina). A lei estipulava com precisão as condições de confisco e venda pública dos bens dos proscritos, assim como o tratamento reservado a ser dispendido a seus descendentes, que perdia o direito de residência, a cidadania romana e o direito de aceder a qualquer cargo público.
Lívio afirma que, com as vendas dos bens confiscados, o tesouro público encheu seus cofres com 350 milhões de sestércios. Seja como for, os mais beneficiados foram os assassinos, o próprio Sula e seus aliados, que compravam propriedades a preços ridículos. Crasso amealhou uma grande fortuna nesta época. Além disto, os escravos destes proscritos se converteram em libertos a serviço de Sula: os Cornélios, que chegaram ao número de 10 000, atuando como exército privado e guarda pessoal do ditador: uma verdadeira polícia política. As fontes coincidem nos relatos de diversos massacres, crimes e vinganças cometidos pelos sequazes de Sula sob a lex Cornelia de proscriptione. Seu regime não perdoou nem aos mortos, já que as cinzas de Caio Mário foram exumadas e atiradas no Ânio. No total, fala-se em 80 senadores, 1 600 equestres e 4 700 cidadãos mortos ou exilados ao longo da ditadura de Sula, uma cifra muito inferior às indicadas nas fontes contrárias a Sula e autores modernos.
Os massacres terminaram oficialmente 1 de julho de 81 a.C., mas a posterior Lex maiestate abriu a possibilidade de novas execuções, pois passou a se considerar como crime o recrutamento ilegal de tropas, o início de uma guerra sem a autorização do Senado, a entrada de um magistrado proconsular com suas tropas na Itália (cuja fronteira era o curso dos rios Arno e Rubicão), a invasão de uma província com tropas de outra província, o abandono do governo provincial antes da chegada do novo governador ou a invasão de tropas romanas a um reino aliado. O governador acusado de "de maiestade" poderia ser condenado com a perda da cidadania e o exílio permanente.
A proscrição não afetou somente Roma: os italianos que apoiaram o regime de Cina foram brutalmente reprimidos e castigados. As terras dos samnitas fora devastadas e as cidades etruscas que haviam apoiado Caio Papírio Carbão, como Volterra, Arrécio e Fésulas, perderam território, que fio repartido entre os veteranos de Sula com a fundação de novas colônias militares.

### Reformas de Sula
Em paralelo às suas famosas proscrições, Sula levou adiante uma série de reformas institucionais e políticas para restaurar o estado e promulgar leis. Profundamente conservadoras por um lado, havia nestas reformas um espírito de concórdia, em especial ao tratar da integração dos aliados italianos nas instituições romanas.

#### Magistratura
Primeiro, com o objetivo de devolver ao Senado a autoridade absoluta, perdida durante o regime dos populares, Sula publicou um lectio Senatus em 81 a.C., elevando o já reduzido número de senadores (ele próprio havia executado cerca de 90 senadores e 15 consulares) dos 300 habituais para 600, com a inclusão da elite dos cavaleiros, incluindo membros italianos. A lista senatorial foi completada com alguns oficiais do exército de Sula no oriente (como Lúculo, por exemplo) e também foi aumentada a velocidade de ingresso: os 20 questores passaram a fazer parte do Senado, renovando-se assim as baixas produzidas pela morte natural e diminuindo muito o poder dos censores.
Por outro lado, sujeitos a Lex Cornelia iudiciaria, os patres monopolizaram os tribunais de justiça, que desde a época de Caio Graco estavam sob controle dos equestres. Nenhuma rogatio poderia ser submetida às assembleias sem um acordo prévio, o que, de fato, repelia a Lex Hortensia de 287 a.C..
As magistraturas também foram reformadas pela Lex Cornelia de magistratibus, na qual Sula estabelecia claramente a ordem das magistraturas do cursus honorum, a idade mínima para aceder à cada cargo e o intervalo temporal entre um cargo e o seguinte. O número de titulares foi aumentado e as magistraturas cum imperium na Itália romana foram privadas do imperium militiae, ou seja, do comando das legiões.
Porém, sem dúvida, a instituição mais prejudicada foi a do tribuno da plebe, profundamente debilitada pela lex Cornelia de tribunicia potestate. Os tribunos perderam sua capacidade legislativa e não mais podiam apresentar propostas de lei as assembleias populares sem autorização prévia do Senado; estava também vedado aos tribunos da plebe o acesso à qualquer magistratura do cursus honorum, o instituto da reeleição ao final do mandato foi extinto. Além disso, os tribunos perderam seu mais valioso o poder, o direito de veto ("ius intercessionis"), mantendo-se apenas o "ius auxilii", a faculdade de proteger um plebeu contra os atos de um magistrado cum imperium.

#### Reforma provincial
Por meio da Lex Cornelia de provinciis ordinandis, Sula tentou proteger o Senado da formação de facções poderosas nas províncias e da ameaça dos exércitos provinciais (algo que ele próprio havia feito). Roma passava a comandar diretamente dez províncias, chamadas de "províncias senatoriais": Sicília, Córsega e Sardenha, Gália Cisalpina, Gália Transalpina, Hispânia Citerior, Hispânia Ulterior, Ilírico, Macedônia, Acaia e Ásia (além da Cilícia, que só seria constituída como província em 63 a.C.). Elas seriam governadas pelos dois cônsules e os oito pretores ao final de seus mandatos em Roma.

#### Leis menores
Sula também aperfeiçoou o processo penal, compilando um autêntico código jurídico e plantou as bases para as legislações futuras de Júlio César e Augusto. Finalmente, ele distribuiu 120 000 veteranos em terras confiscadas na Etrúria e na Campânia, além de limitar a autonomia dos municípios romanos. Além disto, ele reescreveu diversas leis menores que tratavam dos mais diversos aspectos da sociedade romana. A lex Cornelia de sacerdotiis repeliu a Lex Domitia (104 a.C.), que estabelecia a eleição na Assembleia das centúrias do pontífice máximo. O número de pontífices e áugures passou a ser quinze, o mesmo ocorrendo com os decênviros dos fatos sagrados (decemviri sacris faciundis), que passaram a ser chamados de quindecênviros. Vários templos foram restaurados, incluindo o Templo de Júpiter Máximo, incendiado em 82 a.C., e foram realizadas diversas festividades públicas que, sem perder o caráter religioso, tinham claramente fins populistas. Numa delas, morreu de uma enfermidade, a esposa de Sula, Cecília Metela Dalmática. Ele, por motivos religiosos, se viu obrigado a repudiá-la no leito de morto, mas não economizou gastos para honrar sua memória. Foram publicadas a Lex Cornelia de adulteriis et pudecitia, contra a imoralidade e a pureza do matrimônio, a lex Cornelia sumptuaria, que, assim como uma lei anterior, tentava impor limite ao luxo dos banquetes e cerimônias públicas, uma nova Lex Frumentaria, que aboliu a distribuição de trigo subvencionada pelo Estado, um costume que remontava à época de Caio Graco, pois geravam um custo enorme para o erário público e haviam se transformado num instrumento político populista e corrupto, e a Lex Cornelia de falsis, a primeira legislação romana contra a falsificação de dinheiro.
Finalmente, a Lex Cornelia de novorum civium et libertinorum suffragiis libertou cercou de 10 000 escravos, que adotaram o nome de Cornélio, e os repartiu entre as 35 tribos, concedendo-lhes cidadania plena. Como já foi dito, estes novos cidadãos passaram a atuar como uma espécie de guarda pessoa a serviço do ditador. Sula ainda ampliou o Pomério, algo que não se fazia desde a época do lendário rei Sérvio Túlio, e criou uma nova escala de monumentos, dando início à grande arquitetura urbana romana.

## Aposentadoria e morte
Depois da morte de Cecília Metela, Sula casou-se, em condições românticas, com uma bela e muito jovem donzela, Valéria Messala, filha do cônsul de 61 a.C., Marco Valério Messala Níger. Durante uns jogos gladiatoriais, Valéria se sentou casualmente ao lado de Sula e, segundo Plutarco:
| “ | …esticou sua mão até ele e arrancou um pedaço de sua toga antes de seguir até seu assento. Sula virou-se para observá-la com ar de estranheza e ela disse: «Não há mal nenhum, general! Só quero ter comigo um pouco de sua sorte!». Sula a olhou com gosto e ainda revelou claramente que ela o havia impressionado, pois imediatamente buscou, reservadamente, se informar sobre seu nome e averiguar sua linhagem e conduta. Se seguiram depois muitas olhadas de um para o outro, um frequente virar de olhos, troca de sorrisos e, finalmente, conversas e concertos matrimoniais, da parte dela sem mácula; mas para Sula, ainda que tenha se engraçado com uma mulher pudica e ilustre, a origem deste enlace não foi modesto e nem decente, o que permitiu que se dissesse que ele havia se deixado atrair, como um moçoilo, de um olhar e um certo gracejo, dos quais costumam surgir as paixões mais desordenadas e vergonhosas. | ” |
|   | — Plutarco, Sula 25.. |   |

Foi com grande surpresa que Sula renunciou repentinamente à ditadura e entregou o poder, convertendo-se novamente num simples cidadão privado. A data é, porém, objeto de grande controvérsia e, na prática, já foram sugeridas todas as opções possíveis. São duas as datas consideradas mais prováveis, porém. Por um lado autores como Ernst Badian sugerem que Sula teria se retirado da política paulatinamente, primeiro deixando a ditadura no final de 81 a.C., assumindo um consulado em 80 a.C. com Quinto Cecílio Metelo Pio (seu antigo sogro) e, finalmente, abandonando a política em 79 a.C.. Porém, já que Apiano afirma categoricamente que Sula ainda era ditador quando assumiu o consulado, outros historiadores datam sua renúncia no final de 79 a.C.., coincidindo com o término do ano seu mandato legal e com a proclamação dos novos cônsules. Entre as duas opções, muitas outras foram propostas sugerindo a abdicação em algum momento entre 80 a.C. (julho ou agosto), mas antes das eleições consulares para o ano seguinte, data na qual já era um simples cidadão. Apesar da pouca informação disponível, a abdicação de todos os poderes públicos e a aposentaria do ditador já suscitaram as mais diversas hipóteses para os motivos de Sula.

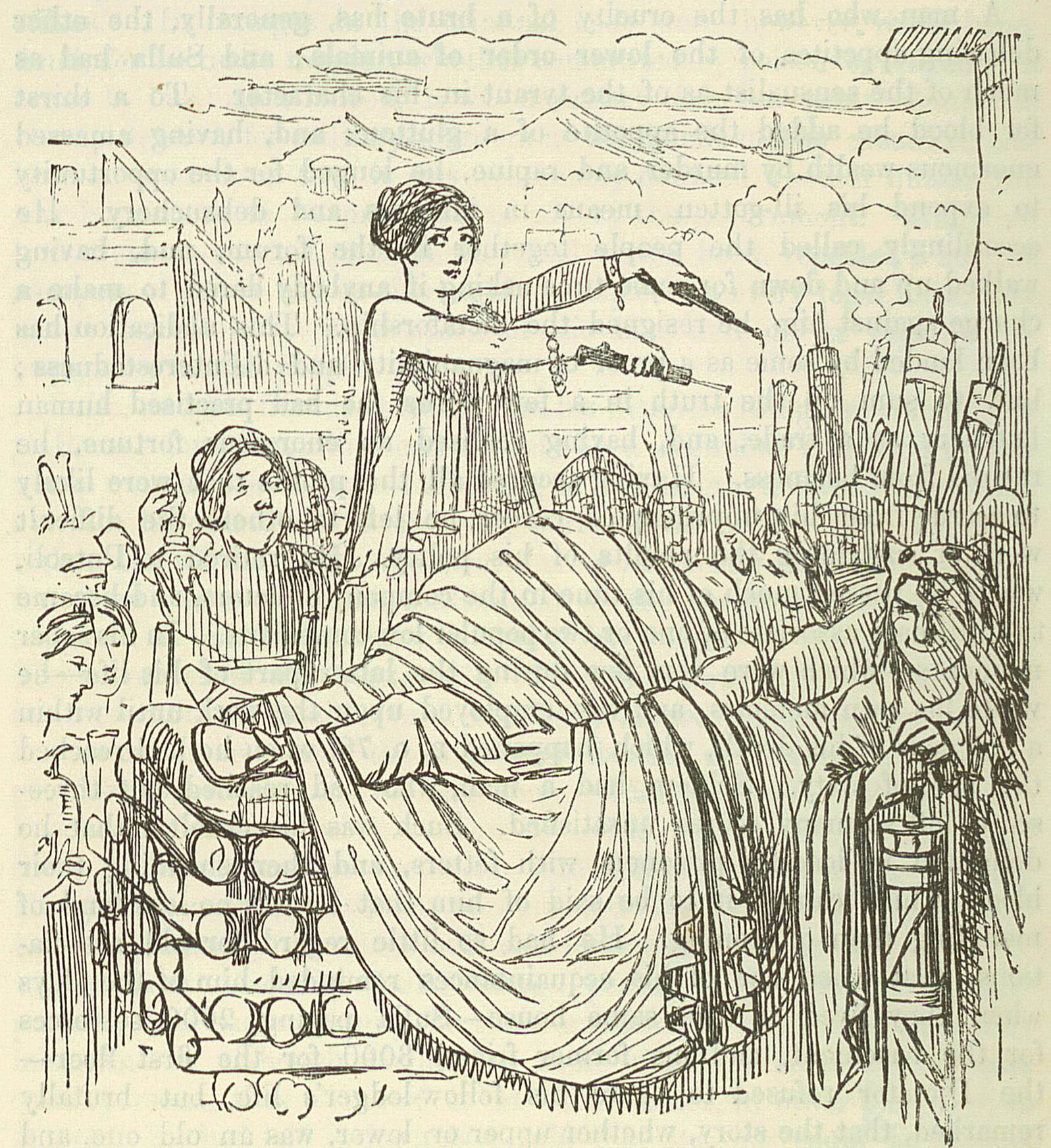
Imagem humorística da cremação de Sula. Segundo Cícero, seu epitáfio, escrito por ele mesmo, teria sido "Ninguém foi tão bom com seus amigos e tão mau com seus inimigos".
John Leech, from: The Comic History of Rome by Gilbert Abbott A Beckett. Bradbury, Evans & Co, London, 1850s

Seja como for, ele abdicou de todos os poderes perante a Assembleia popular, sem aceitar sequer o proconsulado na Gália, manifestando sua disposição de prestar contas de sua gestão perante a opinião pública. Ao não receber nenhuma pergunta, Sula despediu-se de seus lictores e voltou para casa. Conta Plutarco:
| “ | …até aquele momento, tinha mais confiança em sua Fortuna [(sorte)] do que em seus próprios atos pois, apesar de ter matado tantos e realizado tantos transtornos e mudanças no Estado, renunciou ao poder, deixou ao povo, árbitro e dono de suas assembleias populares, e não participou mais nas eleições, passeando pelo Fórum Romano como um simples cidadão, expondo-se a esbarrões e insultos. | ” |
|   | — Plutarco, Sula 34. |   |

Sula instalou-se em sua villa em Putéolos, na Campânia, perto da que havia pertencido a Caio Mário, que vendeu a um preço ridiculamente baixo para sua filha Cornélia. Ali, escreveu os 22 livros de suas "Memórias" (completadas mais tarde por um de seus libertos, Cornélio Espicado) e regressou ao seu antigo hábito de grandes festas e às dissolutas companhias que caracterizaram sua juventude, dedicando seu tempo, nas palavras de Plutarco, a "beber com eles e se divertir com piadas e bufonadas, realizando coisas muito impróprias para sua velhice e que contradiziam muito de sua autoridade". Assim Sula permaneceu, lúcido e feliz, dirigindo seus assuntos pessoas da mesma maneira imperiosa e pragmática de sempre até o dia de sua morte. Não tomou medidas especiais para se proteger simplesmente por que já havia se livrado de todos os seus inimigos e contava com os 120 000 fieis veteranos de seus exércitos, alguns dos quais eram seus vizinhos.
Sula morreu de uma terrível enfermidade, descrita em detalhes por Plutarco, possivelmente algum tipo de câncer intestinal. Nas palavras atribuídas por Salústio a Sula, ele teria dito que sua vida poderia ser extinta a qualquer momento pela doença e no fato de Plutarco afirmar que Sula já conhecia de antemão seu próprio fim, é possível concluir que o ditador padecia da doença já desde o início de seu cursus honorum e sabia perfeitamente da sua gravidade.
Depois de sua morte, em 78 a.C., e diante das dúvidas sobre o que deveria ser feito com seu corpo, um grupo de seus veteranos o levou de sua villa até o Campo de Marte romano, onde foi construída uma grande pira funerária para incinerar o corpo do grande ex-ditador, sepultando em seguida as suas cinzas. Seu epitáfio, criado pelo próprio Sula, afirmava que ninguém havia feito tão bem a seus amigos e nem tão mal a seus inimigos.

## Aparência física
Fisicamente, Sula parece ter sido um homem impressionante. Segundo Plutarco, era de "bela e excelente figura". O cabelo loiro cobreado, característico de sua família, contrastava com a palidez cadavérica de sua pele. Tinha olhos azuis, gelados e brilhantes, que revelavam a sua extraordinária inteligência, superior a de todos os seus contemporâneos, e tinha um olhar feroz e desconfortável.
A respeito de seu caráter, Caio Salústio Crispo relatou, em "A Guerra contra Jugurta", um retrato interessante do inexperiente e jovem questor ainda no início de sua carreira política e militar. Algumas das suas peculiaridades dificilmente se coadunam com a imagem derivada da obra de Plutarco:
| “ | Sula pertencia a uma ilustre família, mas era de um ramo semi-arruinado pela indolência de seus antepassados; excepcional conhecedor tanto da literatura grega quanto da latina, espírito ambicioso, ávido de prazeres mas ainda mais ávido de glória; era dado a se entregar nos momentos de ócio, mas nunca os deleites o fizeram descumprir seus deveres se esquecermos que ele poderia se comportar de forma mais decorosa em sua vida conjugal. Eloquente, sagaz, sempre disposto a fazer amigos, com uma capacidade incrível para dissimular, esplêndido em muitas coisas, sobretudo com dinheiro. Apesar de ter sido o mais afortunado dos mortais já antes de sua vitória na guerra civil, sua sorte nunca esteve acima de seu gênio e muitos questionavam se era mais valente ou mais afortunado (…) Além disso, dirigia-se a seus soldados com boas maneiras, fazia favores a muitos dos que os pediam e a outros por sua própria iniciativa; quando os recebia, o fazia forçado e retribuía com mais prontidão do que se fosse dinheiro emprestado; em troca, não reclamava de nada a ninguém, muito pelo contrário, tralhava muito para que estivessem em dívida com ele o maior número de pessoas; fazia piadas com os mais humildes e também tratava com eles de coisas sérias. Estava sempre presentes durante o trabalho, nas marchas e nas guardas (…) só não consentia que outro o superasse em suas previsões ou em valor; e, por isso, seguia sempre adiante da maioria. | ” |
|   | — Salústio, Bellum Iugurthinum, 95-96. |   |

Um de seus rivais políticos, Cneu Papírio Carbão, afirmava que nele dormia uma raposa e um leão e que a raposa era muito mais perigosa que o leão. Conhecia perfeitamente os homens e os meios para explorar suas forças e fraquezas. Maquiavel, séculos mais tarde, utilizaria esta descrição de Sula para descrever uma das mais desejáveis características de um príncipe.

## Legado

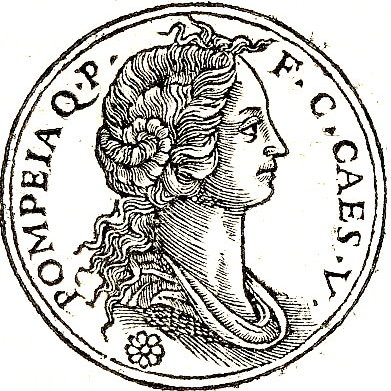
Pompeia, neta de Sula e segunda esposa de Júlio César.

Sula é geralmente tido como tendo firmado o precedente para a marcha de César sobre Roma e sua subsequente ditadura. Cícero comenta que Pompeu teria dito "Se Sula pode, por que eu não posso?". Sula demonstrou o que poderia ser feito e, portanto, inspirou outros a tentar; e, por isto, tem sido considerado como mais um passo na inevitável queda da República Romana.
Além disso, Sula não conseguiu estabelecer um acordo pelo qual o exército (pós-reformas marianas, que permitia o recrutamento dos que não possuíam terras) permaneceria leal ao Senado e não a generais, como ele próprio. Ele tentou mitigar a questão passando leis que limitassem os poderes dos generais em suas províncias e estas leis vigoraram até o período imperial, mas não conseguiram impedir que generais como Pompeu ou Júlio César utilizassem seus exércitos para avançar suas ambições pessoais contra o Senado, um perigo que Sula conhecia por experiência própria.
Enquanto algumas leis de Sula, como as sobre as qualificações necessárias para a admissão ao Senado, a reforma do sistemas legal e os regulamentos sobre o governo das províncias permaneceram nos estatutos romanos até bem adiante no Principado, muitas de suas leis foram repelidas menos de uma década depois de sua morte. O veto dos tribunos da plebe e seu poder legislativo foram rapidamente reinstalados, ironicamente durante o consulado de Pompeu e Crasso.

### Família
Segundo Plutarco, foi por conta da inclinação de Sula por pessoas vulgares a responsável pela sua promiscuidade sexual. Apesar de ter tido esposas legítimas, Sula parece ter compartilhado seu leito com pessoas de má fama, como a prostituta grega "Nicópolis" e o jovem ator Metróbio. Porém, não devemos considerar como defeito de caráter seus repetidos casamentos, pois, como era comum com outros romanos de sua época e condição social, Sula empregou o casamento como meio para fomentar as relações sociais e, consequentemente, para reforçar suas possibilidades de avanço em seu cursus honorum. Infelizmente, sabe-se muito pouco sobre suas esposas e é difícil não somente estabelecer suas identidades como até mesmo a quantidade de vezes que se casou. Como era de se esperar, a principal fonte para a vida delas é Plutarco, que informa que Sula casou-se três (ou duas) vezes antes de 89 a.C. e mais outras duas vezes entre esta data e sua morte.
- Ília: é possível que seu nome seja uma corruptela de Júlia (Iulia), da família dos Júlio Césares, o que explicaria a proximidade inicial entre Sula e Mário, que era casado também com uma Júlia, Júlia César, tia de Júlio César, além de explicar a sua inexplicável posição de questor na Guerra contra Jugurta. Deste casamento, Sula teve dois filhos:
  - Cornélia Sula, casou-se pela primeira vez com Quinto Pompeu Rufo, o Jovem, e, depois, com Mamerco Emílio Lépido Liviano; mãe de Pompeia Sila, segunda esposa do ditador Júlio César;
  - Lucio Cornelio Sula, morto na infância.
- Clélia ou Élia. Sula divorciou-se dela por esterilidade.
- Cecilia Metela Dalmática, viúva de Marco Emílio Escauro, pretor em 56 a.C., e filha do influente Lúcio Cecílio Metelo Dalmático, cônsul em 119 a.C.. Tiveram dois gêmeos:
  - Fausto Cornélio Sula, um senador romano, cunhou moedas com o nome do pai;
  - Fausta Cornélia, casada com Tito Ânio Papiano Milão, pretor em 54 a.C..
- Valéria Messala, filha de Marco Valério Messala Níger, cônsul em 61 a.C., e irmã de Quinto Hortênsio Hórtalo, cônsul em 69 a.C.. Um filho:
  - Póstuma Cornélia Sula, nascida depois da morte do pai.

Entre seus descendentes, haveria ainda mais quatro consulares: Lúcio Cornélio Sula Fausto (5 a.C.), Fausto Cornélio Sula (31 d.C.), Lúcio Cornélio Sula Félix (33) e Fausto Cornélio Sula Félix (52). Este último era marido de Cláudia Antônia, filha do imperador romano Cláudio, e sua execução, em 62, por ordens do imperador Nero marcaria o fim dos Cornélios Sulas.